# Lost : Les Disparus
« Perdus » redirige ici. Ne pas confondre avec Perdus, chanson d'Angèle sortie en 2019.
Lost : Les Disparus (Lost) — ou Perdus au Québec — est un feuilleton télévisé dramatique américain diffusé du 22 septembre 2004 au 23 mai 2010 sur le réseau ABC. Créé par J. J. Abrams, Damon Lindelof et Jeffrey Lieber ; il s'étend sur six saisons, comprenant un total de 121 épisodes (ainsi qu'un épilogue de 12 minutes). La série contient des éléments surnaturels et de science-fiction, et suit les survivants de l'accident aérien du vol 815 de la compagnie aérienne Oceanic Airlines, entre Sydney (Australie) et Los Angeles (États-Unis), après que l'avion s'est écrasé sur une île mystérieuse dans l'océan Pacifique Sud. Les épisodes présentent généralement un scénario principal se déroulant sur l'île, complété par des séquences de flashback (« retour en arrière ») ou de flashforward (« saut en avant ») qui fournissent des informations supplémentaires sur les personnages. La dernière saison présente également des flashsideways (une sorte de réalité alternative).
L'écriture de la série a été saluée par la critique pour la qualité et la complexité de sa narration, ses très nombreux rebondissements et pour aborder, dans une deuxième lecture, des thèmes plus ambitieux comme le sens de la vie, la religion et la science, le libre arbitre et le destin, etc., ce qui la distingue de la plupart des séries de divertissement.
En raison de sa nombreuse distribution et du coût du tournage principalement sur l'île d'Oahu, à Hawaii, la série constitue à l'époque l'une des plus chères à la télévision, le pilote à lui seul coûtant entre dix et quatorze millions de dollars. En termes d'audience, la première saison attire une moyenne de seize millions de téléspectateurs par épisode aux États-Unis sur ABC et, au cours de sa sixième et dernière saison, elle attire en moyenne plus de onze millions de téléspectateurs américains par épisode. Lost est régulièrement classée par la critique comme l'une des plus grandes séries télévisées de tous les temps.
Tout au long de sa diffusion, Lost reçoit des centaines de nominations aux prix de l'industrie cinématographique et remporte de nombreux prix, dont un Emmy Award de la meilleure série dramatique en 2005, le prix de la meilleure série télévisée américaine aux British Academy Television Awards en 2005, un Golden Globe Award de la meilleure série dramatique en 2006, et un Screen Actors Guild Award de la meilleure distribution pour une série télévisée dramatique en 2006.
La version française du feuilleton est diffusée au Canada  du 17 mars 2005 au 12 août 2010 sur Radio-Canada, en Belgique du 2 mai 2005 au 18 juin 2010 sur RTL TVI, en Suisse du 14 juin 2005 au 19 juin 2010 sur TSR1, et en France du 25 juin 2005 au 23 juin 2010 sur TF1, puis rediffusée entre le 16 mars 2013 et le 11 février 2014 sur France Ô. Elle est disponible en intégralité en DVD et Blu-ray (six coffrets pour les six saisons) ainsi que sur la plateforme Disney+, et parfois sur Netflix (sans l'épisode épilogue de Lost).

## Synopsis
Le vol 815 de la compagnie Oceanic Airlines, reliant Sydney à Los Angeles, explose en plein vol au-dessus d'une île du Pacifique non répertoriée sur les cartes. Le cockpit, l'avant, ainsi que la queue de l'appareil tombent en des endroits différents de l'île, où les survivants vont apprendre à cohabiter. Dès les premiers jours, ils se rendent compte qu'ils ne sont pas seuls sur cette terre qui est le théâtre d'évènements étranges : activité magnétique intense, ours polaires rôdant dans la jungle, apparitions de revenants, étranges fumées noires dans la jungle ou encore individus hostiles surnommés Les Autres (The Others) qui agissent sous l'influence d'un certain Jacob, leur chef mystique.
Les survivants découvrent également les bâtiments abandonnés du projet Dharma, organisation ayant mené des recherches scientifiques sur l'île dans les années 1970 et 1980. Les membres de ce projet étudiaient le voyage dans le temps. En 1977, un incident les a conduits à maîtriser une importante accumulation d'énergie électromagnétique dans un bunker où, toutes les cent huit minutes, une série de nombres (4 8 15 16 23 42) doit être entrée dans un terminal informatique pour éviter que cette énergie destructrice ne s'échappe.
Bientôt, à travers une série d'épreuves où beaucoup vont laisser la vie, les passagers du vol 815 découvrent que leur avion ne s'est pas écrasé par hasard, et qu'ils ne sont que de simples pions sur un échiquier à échelle humaine.
L'intrigue du feuilleton suit quatre fils conducteurs :
- la trame principale, avec la vie quotidienne des personnages sur l'île ;
- une trame secondaire, avec le récit du passé, du futur ou d'une réalité alternative des personnages (par des flashbacks, des flashforwards ainsi que des flash-sideways[2]) qui explique leur comportement présent ;
- une trame mythologique construite autour des éléments fantastiques de l'île ;
- une trame dramatique avec un arrière-plan scientifique construite autour des affrontements entre les divers groupes (Les Autres, les scientifiques du projet Dharma, l'équipe du cargo du dangereux Charles Widmore) pour prendre le contrôle de l'île ;
- un duel constant entre la science et la religion, particulièrement présent à partir de la saison 2, notamment avec le duel entre Locke et Jack, l'un ayant la foi, l’autre non. Des personnages comme Charlie, Mr. Eko et Desmond représentent la foi catholique. Le feuilleton maintient la balance entre les deux camps.

L'intrigue de Lost repose sur de très nombreux mystères, au sujet de l'île et surtout des personnages qui doivent avancer malgré les difficultés, ne jamais regarder en arrière ni rien regretter : Let it go et whatever happened, happened.  La quasi-totalité des personnages sur l'île essayent de lutter contre leurs démons intérieurs, leurs peurs, leurs névroses, leurs regrets. Deux entités, Jacob et l'Homme en noir, utilisent à leurs propres fins cette quête initiatique, faisant de l'île un plateau d'échecs géant où il s'agit « de vivre ensemble ou de mourir seul ».

## Production

### Conception
La série a été conçue par Lloyd Braun, responsable à l'époque d'ABC, alors qu'il était en vacances à Hawaï en 2003. Le développement a commencé lorsque Lloyd Braun a commandé un script initial à Spelling Television basé sur son concept d'un croisement entre le roman Sa Majesté des mouches (Lord of the Flies), le film Seul au monde (Cast Away), la série télévisée L'Île aux naufragés (Gilligan's Island), et l’émission de téléréalité Survivor. ABC a aussi créé une série de courte durée sur les survivants d'un crash d'avion en 1969 appelée The New People dont l'épisode pilote a été écrit par Rod Serling.
Jeffrey Lieber a d'abord été embauché pour écrire le pilote, intitulé Nowhere. Peu satisfait du résultat, et malgré une refonte ultérieure, Lloyd Braun a pris contact avec J. J. Abrams en janvier 2004, qui avait un contrat avec Touchstone Television et qui était alors connu pour avoir créé la série télévisée Alias, pour écrire un nouveau script. Jeffrey Lieber recevra plus tard le crédit d'histoire pour l'épisode pilote, et sera crédité au même titre que J.J. Abrams et Damon Lindelof comme cocréateur de la série, après une demande d'arbitrage auprès de la Writers Guild of America.
Initialement hésitant, J.J. Abrams s'est ensuite montré enthousiaste pour le concept de la série, à condition que celle-ci ait un angle surnaturel, et a ainsi collaboré avec Damon Lindelof pour créer l'univers de la série.
Avant la finalisation du script de l'épisode pilote, J.J. Abrams avait proposé le rôle de Jack Shepard à l'acteur Michael Keaton, mais le twist final de l'épisode prévoyait la mort de ce personnage, après que les spectateurs se soient habitués à l'idée que Jack ne devienne le leader des survivants. Finalement, Keaton refusa ce rôle de simple guest star et le personnage de Jack fût remanié pour devenir le véritable « chef » des rescapés durant les six saisons de la série.
Au moment de sa production, le double-épisode pilote de Lost a été le plus cher de l'histoire du réseau ABC et aurait coûté entre 10 et 14 millions de dollars, tandis que le coût moyen d'un épisode pilote est de 4 millions de dollars en 2005. La série a débuté le 22 septembre 2004 et elle est devenue l'un des plus grands succès critiques et commerciaux de la saison 2004 à la télévision. Pourtant, avant même que la série ait été diffusée, Lloyd Braun a été congédié par les dirigeants de la société mère d'ABC, The Walt Disney Company, en partie à cause des faibles audiences du réseau ABC et aussi parce qu'il avait donné son feu vert à un projet aussi coûteux et risqué. La première mondiale de l'épisode pilote a eu lieu le 24 juillet 2004 au Comic-Con International à San Diego.
Le roman de l'écrivain argentin Adolfo Bioy Casares L'Invention de Morel a influencé la série télévisée ainsi que plusieurs ouvrages de Stephen King comme Le Fléau et Les Langoliers.

### Structure des épisodes

Image du titre original de la série durant le générique d'introduction

Après un récapitulatif des événements principaux des épisodes précédents, chaque épisode commence par une pré-scène. Dans un contexte dramatique, l'écran devient noir et le titre graphique, légèrement flou, glisse vers le spectateur accompagné d'un son sinistre et discordant. Le générique d'ouverture se déroule ensuite, généralement par ordre alphabétique des noms des acteurs. Bien qu'il y ait un arc narratif continu, chaque épisode présente un flashback, un flashforward ou un flash-sideway, centré sur un ou quelques personnages particuliers. La majorité des épisodes se termine par un retournement final ou une fin ouverte (cliffhanger), révélés quelques secondes seulement avant que le titre graphique n'apparaisse sur un fond noir.

### Tournage

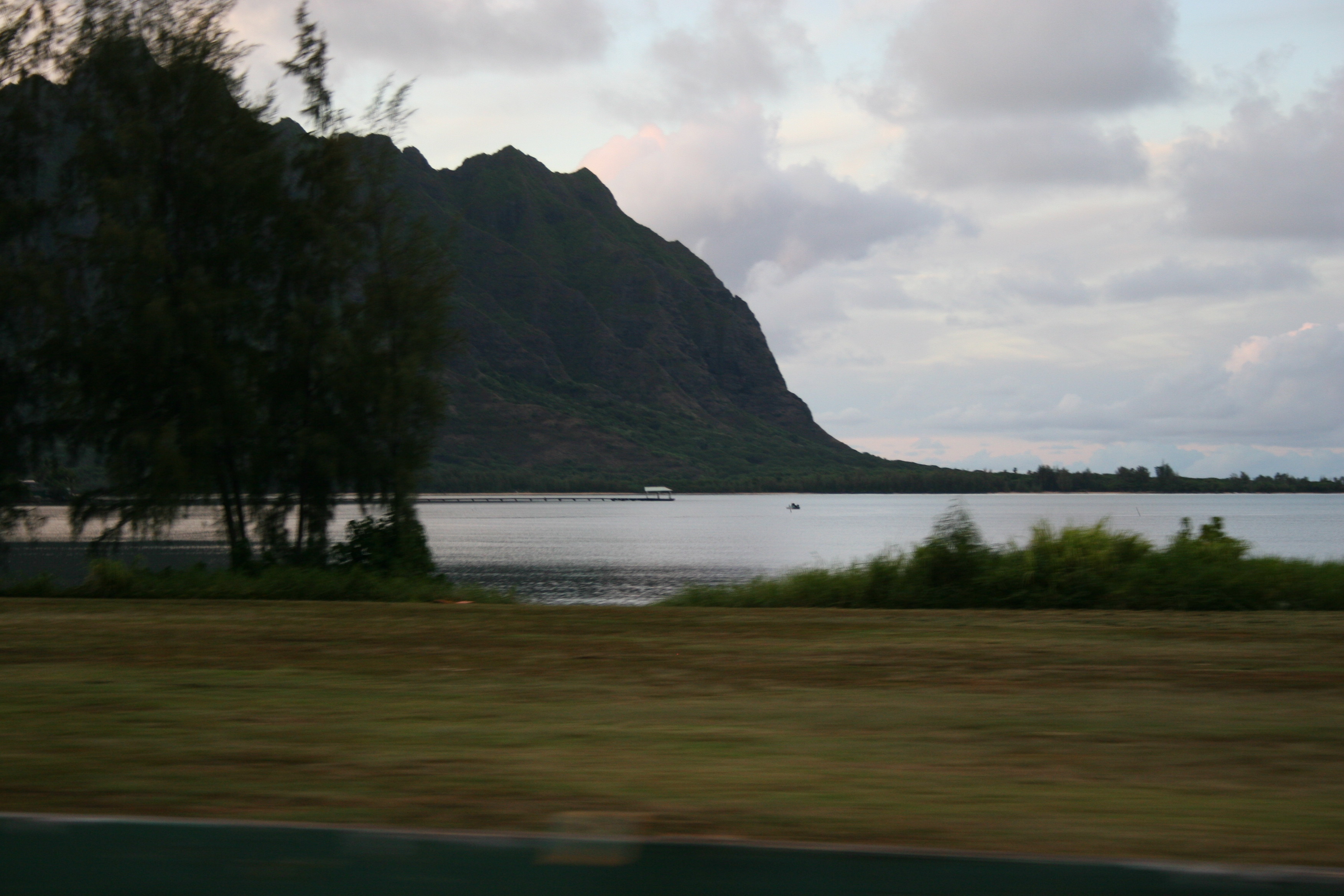
Un dock local à Hawaii, vu dans Vivre ensemble et mourir seul.

Lost est filmé sur caméras Panavision 35 mm presque entièrement sur l'île hawaïenne d'Oahu. Les scènes de l'île d'origine de l'épisode-pilote ont été filmées à Mokulē'ia, près de la pointe nord-ouest de l'île. Plus tard, les scènes de la plage ont lieu à North Shore. Les scènes de la grotte dans la première saison ont été filmées sur un plateau de tournage construit dans un entrepôt de Xerox, qui était vide depuis qu'une tuerie de masse des employés y a eu lieu en 1999. Les plateaux de tournage et les bureaux de la production ont déménagé au Hawaii Film Studio, où les intérieurs de la station Le Cygne dans la deuxième saison et de la station L'Hydre dans la troisième saison ont été construits. Diverses zones urbaines dans et près de Honolulu sont utilisées comme doublures d'emplacements situés à travers le monde, dont la Californie, New York, l'Iowa, Miami, le Nouveau-Mexique, l'Alabama, l'Oregon, le Massachusetts, Hawaï, la Corée du Sud, l'Irak, le Nigeria, le Royaume-Uni, Paris, la Thaïlande, Helsinki, Berlin, la Tunisie, les Bahamas, les Seychelles, les Fidji, l'Indonésie, Saint-Domingue, Moscou, les Îles Canaries et l'Australie. Par exemple, les scènes se déroulant dans l'aéroport de Sydney ont été filmées au Hawaii Convention Center, tandis qu'un bunker d'époque de la Seconde Guerre mondiale a été utilisé comme installation de la Garde républicaine irakienne. En outre, les scènes se déroulant en Allemagne durant l'hiver ont été filmées dans un quartier hawaiien relativement ordinaire, avec de la glace pilée en guise de neige et des automobiles de marques allemandes dans la rue[réf. nécessaire]. Plusieurs scènes dans le dernier épisode de la troisième saison, Through the Looking Glass, ont été tournées à Los Angeles, y compris dans un hôpital emprunté à Grey's Anatomy. Deux scènes au cours de la quatrième saison ont été tournées à Londres parce qu'Alan Dale, qui jouait dans la comédie musicale Spamalot, ne pouvait pas voyager à Hawaï.

### Musique
Lost dispose d'une partition orchestrale interprétée par le Hollywood Studio Symphony Orchestra et composée par Michael Giacchino, incorporant de nombreux thèmes récurrents pour des sujets tels que les événements, les lieux et les personnages. Giacchino obtient certains sons en utilisant des instruments inhabituels, comme en frappant des morceaux du fuselage de l'avion. Le 21 mars 2006, le label Varèse Sarabande a publié la bande sonore originale de la première saison de Lost. La bande sonore inclut des versions complètes des thèmes les plus populaires de la saison ainsi que le thème principal, composé par le créateur de la série J. J. Abrams. Varèse Sarabande a publié la bande sonore de la deuxième saison de Lost le 3 octobre 2006, de la troisième saison le 6 mai 2008 et de la quatrième saison le 11 mai 2009.
La musique pop est utilisée avec parcimonie dans la série, étant donné la partition orchestrale. Quand des chansons sont jouées, elles proviennent généralement d'une source diégétique. On peut noter par exemple les diverses chansons jouées sur le lecteur de CD portable de Hurley tout au long de la première saison (jusqu'à ce que ses batteries soient épuisées dans l'épisode ... In Translation), la chanson Moonlight Serenade de Glenn Miller captée sur le talkie-walkie par Sayid et Hurley au début de la première saison (ré-entendue dans la camionnette de Jack dans la saison 3) et l'utilisation d'un lecteur de disques avec lequel est joué Make Your Own Kind of Music de Cass Elliot et Downtown de Petula Clark respectivement dans les premiers épisodes de la deuxième et de la troisième saison. Dans deux épisodes, Charlie est montré dans un coin de rue en train de jouer de la guitare et de chanter la chanson Wonderwall d’Oasis. Dans le dernier épisode de la troisième saison, Jack écoute en conduisant Scentless Apprentice de Nirvana, et dans le dernier épisode de la quatrième saison, il arrive en écoutant Gouge Away des Pixies. Dans la troisième saison, est également utilisée Shambala de Three Dog Night à deux reprises dans la camionnette. Les deux seules chansons pop non diégétiques sont Slowly d'Ann-Margret dans l'épisode I Do et I Shall Not Walk Alone de The Blind Boys of Alabama dans l'épisode Confidence Man. D'autres musiques sont utilisées dans plusieurs versions internationales. Par exemple, dans la version japonaise de Lost, le thème principal varie selon la saison. Dans la première saison, Here I Am de Chemistry est utilisé, dans la deuxième saison Losin’ de Yuna Itō, et dans la troisième saison Lonely Girl de Crystal Kay.

## Fiche technique
- Création : Jeffrey Lieber, J. J. Abrams et Damon Lindelof
- Réalisation : Jack Bender, Stephen Williams, etc.
- Scénario : Damon Lindelof, Carlton Cuse, Edward Kitsis, Adam Horowitz, Elizabeth Sarnoff, etc.
- Production : J.J. Abrams, Damon Lindelof, Bryan Burk, Carlton Cuse, Jack Bender, Jeff Pinkner, Stephen Williams, Edward Kitsis, Adam Horowitz, Jean Higgins, Elizabeth Sarnoff, etc.
- Sociétés de production : ABC Studios (Touchstone Television) et Bad Robot Productions
- Musique : Michael Giacchino
- Pays d'origine :  États-Unis
- Années de diffusion : 2004-2010
- Chaîne : ABC
- Durée des épisodes : de 40 à 48 minutes
- Lieux de tournage : Oahu (Hawaï, États-Unis)
- Genre : Aventure, science-fiction, drame
- Budget : 484 millions de dollars[20]

Version française
- - Société de doublage : Dubbing Brothers[21],[22]
  - Direction artistique : Hervé Bellon[21],[22]
  - Adaptation des dialogues : Philippe Sarrazin et Sandrine Chevalier[21]

 Source et légende : version française (VF) sur RS Doublage et Doublage Séries Database

## Distribution
Quelques acteurs :
| Acteurs                  | Personnages             | Saison 1 | Saison 2 | Saison 3 | Saison 4 | Saison 5 | Saison 6 |
| ------------------------ | ----------------------- | -------- | -------- | -------- | -------- | -------- | -------- |
| Naveen Andrews           | Sayid Jarrah            |          |          |          |          |          |          |
| Matthew Fox              | Jack Shephard           |          |          |          |          |          |          |
| Jorge Garcia             | Hugo "Hurley" Reyes     |          |          |          |          |          |          |
| Josh Holloway            | James "Sawyer" Ford     |          |          |          |          |          |          |
| Daniel Dae Kim           | Jin-Soo Kwon            |          |          |          |          |          |          |
| Yunjin Kim               | Sun-Hwa Kwon            |          |          |          |          |          |          |
| Evangeline Lilly         | Kate Austen             |          |          |          |          |          |          |
| Terry O'Quinn            | John Locke              |          |          |          |          |          |          |
| Emilie de Ravin          | Claire Littleton        |          |          |          |          |          |          |
| Dominic Monaghan         | Charlie Pace            |          |          |          |          |          |          |
| Harold Perrineau         | Michael Dawson          |          |          |          |          |          |          |
| Maggie Grace             | Shannon Rutherford      |          |          |          |          |          |          |
| Malcolm David Kelley     | Walt Lloyd              |          |          |          |          |          |          |
| Ian Somerhalder          | Boone Carlyle           |          |          |          |          |          |          |
| Michelle Rodriguez       | Ana Lucia Cortez        |          |          |          |          |          |          |
| Michael Emerson          | Benjamin Linus          |          |          |          |          |          |          |
| Adewale Akinnuoye-Agbaje | M. Eko                  |          |          |          |          |          |          |
| Cynthia Watros           | Elizabeth "Libby" Smith |          |          |          |          |          |          |
| Henry Ian Cusick         | Desmond Hume            |          |          |          |          |          |          |
| Elizabeth Mitchell       | Juliet Burke            |          |          |          |          |          |          |
| Nestor Carbonell         | Richard Alpert          |          |          |          |          |          |          |
| Kiele Sanchez            | Nikki Fernandez         |          |          |          |          |          |          |
| Rodrigo Santoro          | Paulo                   |          |          |          |          |          |          |
| Ken Leung                | Miles Straume           |          |          |          |          |          |          |
| Jeremy Davies            | Daniel Faraday          |          |          |          |          |          |          |
| Rebecca Mader            | Charlotte Staples Lewis |          |          |          |          |          |          |
| Jeff Fahey               | Frank Lapidus           |          |          |          |          |          |          |
| Zuleikha Robinson        | Ilana Verdansky         |          |          |          |          |          |          |

Sur les trois cent vingt-quatre personnes à bord du vol Oceanic 815, 71 ont survécu à l'accident (ainsi qu'un chien), réparties entre les trois sections de l'avion.
La première saison met en vedette quatorze acteurs principaux. Naveen Andrews interprète un ancien membre irakien de la garde républicaine, Sayid Jarrah. Emilie de Ravin incarne une jeune Australienne enceinte, Claire Littleton. Matthew Fox interprète le chirurgien Jack Shephard. Jorge Garcia interprète Hugo Reyes, un gagnant malchanceux au loto. Maggie Grace joue Shannon Rutherford, une jeune danseuse, et Ian Somerhalder incarne Boone Carlyle, son demi-frère. Josh Holloway incarne l'escroc James « Sawyer » Ford. Kim Yoon-jin interprète Sun-Hwa Kwon, la fille d'un puissant homme d'affaires et parrain de la mafia coréenne, et Daniel Dae Kim son mari Jin-Soo Kwon. Evangeline Lilly interprète la fugitive Kate Austen. Dominic Monaghan incarne l'ex-star du rock toxicomane Charlie Pace. Terry O'Quinn joue le mystérieux John Locke. Harold Perrineau interprète un ouvrier du bâtiment, Michael Dawson et Malcolm David Kelley interprètent à tour de rôle son jeune fils Walt Lloyd.
Pendant les deux premières saisons, certains personnages disparaissent pour faire place à d'autres avec de nouvelles histoires,. Boone Carlyle est le premier à disparaître à la fin de la première saison. Walt Lloyd est devenu un invité vedette après les événements de l'épisode final de la première saison, faisant de rares apparitions tout au long de la deuxième saison. Le départ de Shannon Rutherford huit épisodes après le début de la deuxième saison a permis l'introduction de nouveaux arrivants, M. Eko, un ancien criminel nigérian devenu prêtre catholique, joué par Adewale Akinnuoye-Agbaje, Ana-Lucia Cortez, agent de sécurité d'aéroport et ancien officier de police jouée par Michelle Rodríguez, et Libby, psychologue clinicienne interprétée par Cynthia Watros. Ana Lucia, Libby et Michael quittent la série à la fin de la deuxième saison.
Dans la troisième saison, Henry Ian Cusick est promu acteur principal pour jouer l'ancien soldat écossais Desmond Hume, tout comme Michael Emerson dans le rôle de Benjamin Linus (anciennement connu sous le nom de Henry Gale), un membre haut placé des « Autres ». En outre, trois nouveaux acteurs ont rejoint la distribution régulière : Elizabeth Mitchell, en tant que médecin spécialiste de la fécondité et « Autre » Juliet Burke, et Kiele Sanchez et Rodrigo Santoro, le couple de survivants Nikki et Paulo. M. Eko a disparu en début de saison, Nikki et Paulo à la mi-saison et Charlie dans l'épisode final de la troisième saison.
Dans la quatrième saison, Harold Perrineau rejoint la distribution principale pour reprendre le rôle de Michael Dawson, devenu suicidaire, revenu pour expier ses crimes précédents. De nouveaux acteurs sont introduits : Jeremy Davies incarne Daniel Faraday, physicien nerveux qui porte un intérêt scientifique à l'île, Ken Leung incarne Miles Straume, médium sarcastique, et Rebecca Mader incarne Charlotte Lewis, anthropologue déterminée. Claire Littleton, qui disparaît mystérieusement avec son père biologique mort vers la fin de la saison, n'apparaît pas dans la cinquième saison, mais revient pour la sixième. Michael disparaît lors de l'épisode final de la quatrième saison.
Dans la cinquième saison, aucun nouveau personnage ne rejoint la distribution principale, cependant plusieurs personnages disparaissent : Charlotte Lewis dans le cinquième épisode et Daniel Faraday dans l'antépénultième épisode (le 14e).
Dans la sixième et dernière saison, trois personnages deviennent principaux. Il s'agit de Nestor Carbonell qui incarne le mystérieux « Autre » Richard Alpert, Jeff Fahey qui incarne le pilote Frank Lapidus et Zuleikha Robinson qui incarne l'énigmatique Ilana, survivante du vol Ajira 316. En outre, plusieurs anciens membres de la distribution dont Ian Somerhalder, Dominic Monaghan, Rebecca Mader, Jeremy Davies, Elizabeth Mitchell, Michelle Rodríguez, Maggie Grace, Harold Perrineau et Cynthia Watros font des apparitions. Juliet Burke meurt dans le premier épisode.

### Personnages récurrents
| Acteurs                | Personnages              | Saison 1 | Saison 2 | Saison 3 | Saison 4 | Saison 5 | Saison 6 |
| ---------------------- | ------------------------ | -------- | -------- | -------- | -------- | -------- | -------- |
| Laverne Scott Caldwell | Rose Nadler              |          |          |          |          |          |          |
| Andrea Gabriel         | Noor Abed Jazeem "Nadia" |          |          |          |          |          |          |
| Fredric Lehne          | Edward Mars              |          |          |          |          |          |          |
| Mira Furlan            | Danielle Rousseau        |          |          |          |          |          |          |
| William Mapother       | Ethan Rom                |          |          |          |          |          |          |
| Billy Ray Gallion      | Randy Nations            |          |          |          |          |          |          |
| Kimberley Joseph       | Cindy Chandler           |          |          |          |          |          |          |
| Neil Hopkins           | Liam Pace                |          |          |          |          |          |          |
| Kevin Tighe            | Anthony Cooper           |          |          |          |          |          |          |
| John Terry             | Christian Shephard       |          |          |          |          |          |          |
| Daniel Roebuck         | Leslie Arzt              |          |          |          |          |          |          |
| Veronica Hamel         | Margo Shephard           |          |          |          |          |          |          |
| Lillian Hurst          | Carmen Reyes             |          |          |          |          |          |          |
| Sam Anderson           | Bernard Nadler           |          |          |          |          |          |          |
| Tania Raymonde         | Alexandra Rousseau       |          |          |          |          |          |          |
| Katey Sagal            | Helen Norwood            |          |          |          |          |          |          |
| Sonya Walger           | Penelope "Penny" Hume    |          |          |          |          |          |          |
| Alan Dale              | Charles Widmore          |          |          |          |          |          |          |
| Bruce Davison          | Dr Douglas Brooks        |          |          |          |          |          |          |
| Lana Parilla           | Greta                    |          |          |          |          |          |          |
| Rob McElhenney         | Aldo                     |          |          |          |          |          |          |
| Andrew Divoff          | Mikhail Bakunin          |          |          |          |          |          |          |
| Jon Gries              | Roger Linus              |          |          |          |          |          |          |
| Fionnula Flanagan      | Eloise Hawking           |          |          |          |          |          |          |
| Kevin Durand           | Martin Keamy             |          |          |          |          |          |          |
| Anthony Azizi          | Omar                     |          |          |          |          |          |          |
| Fisher Stevens         | George Minkowsky         |          |          |          |          |          |          |
| Mark Pellegrino        | Jacob                    |          |          |          |          |          |          |
| Brad William Henke     | Bram                     |          |          |          |          |          |          |
| Sean Whalen            | Neil                     |          |          |          |          |          |          |

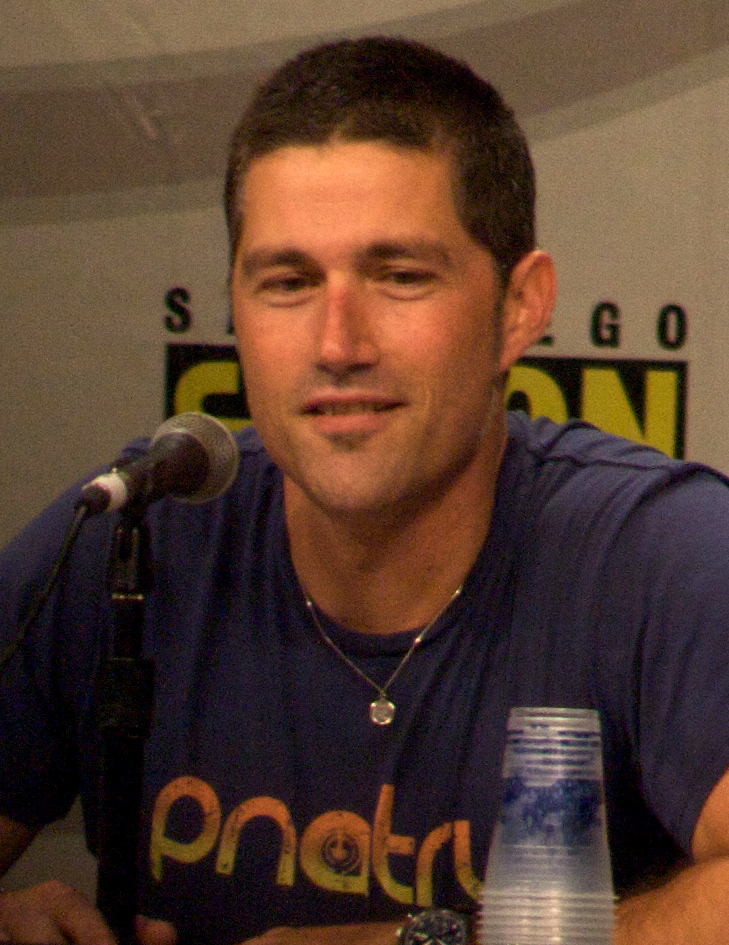
Matthew Fox interprète Jack Shephard.
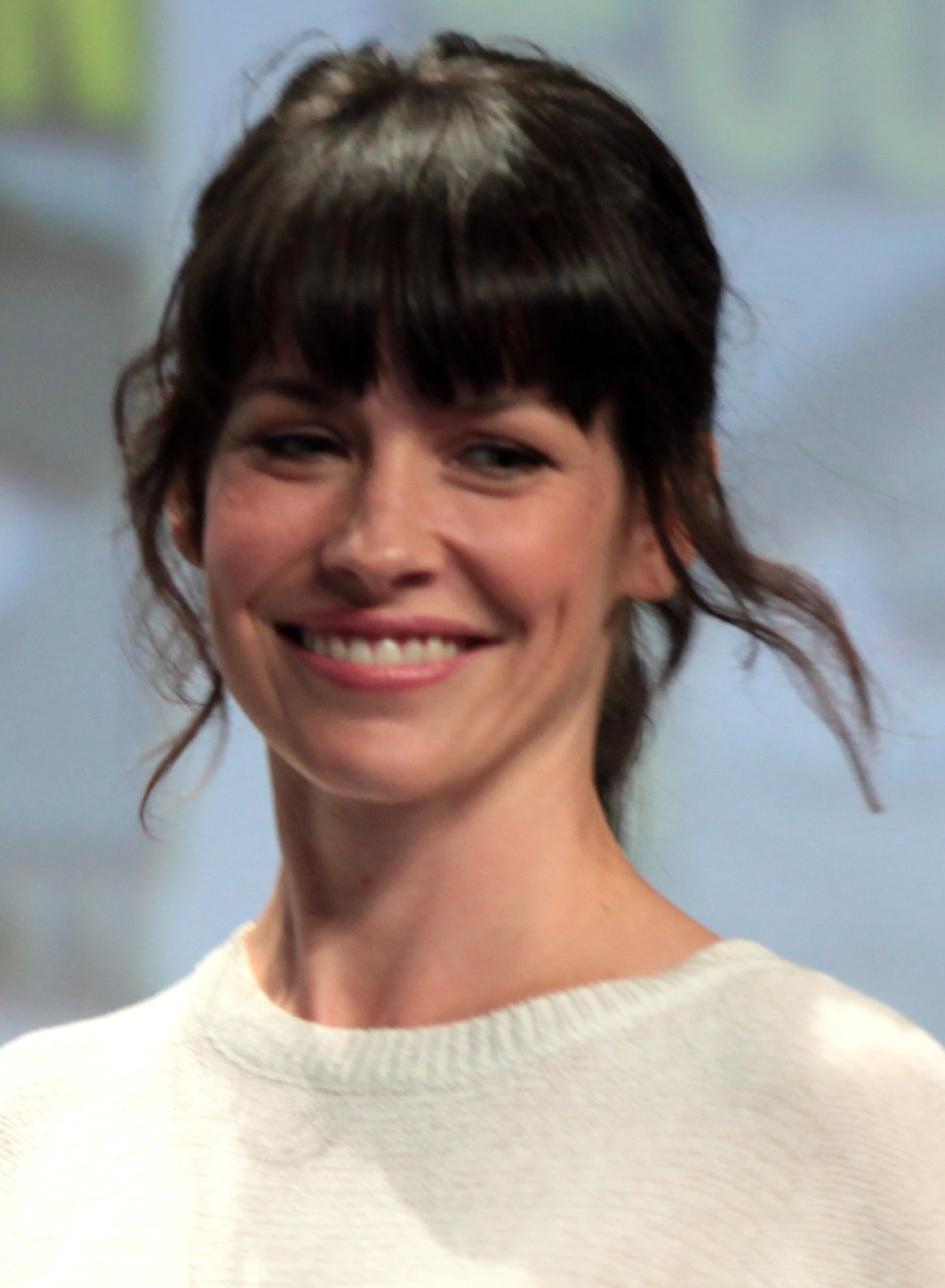
Evangeline Lilly interprète Kate Austen.
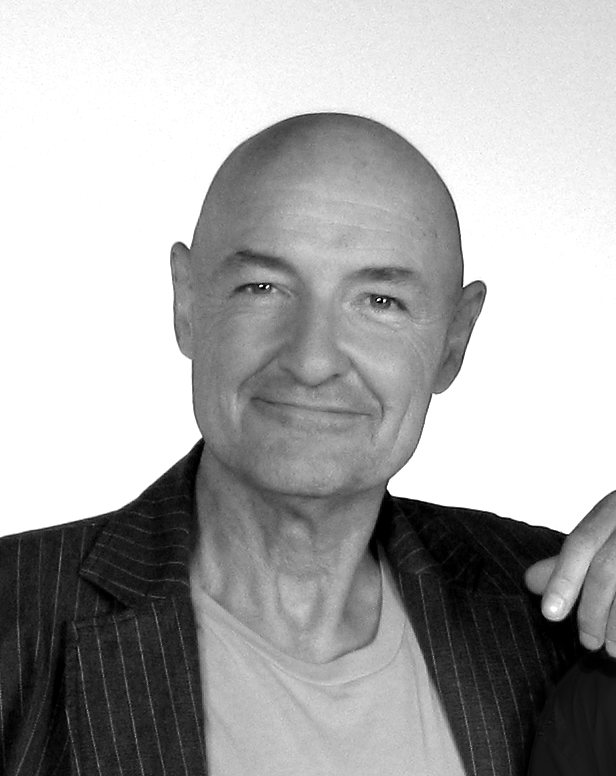
Terry O'Quinn interprètre John Locke.
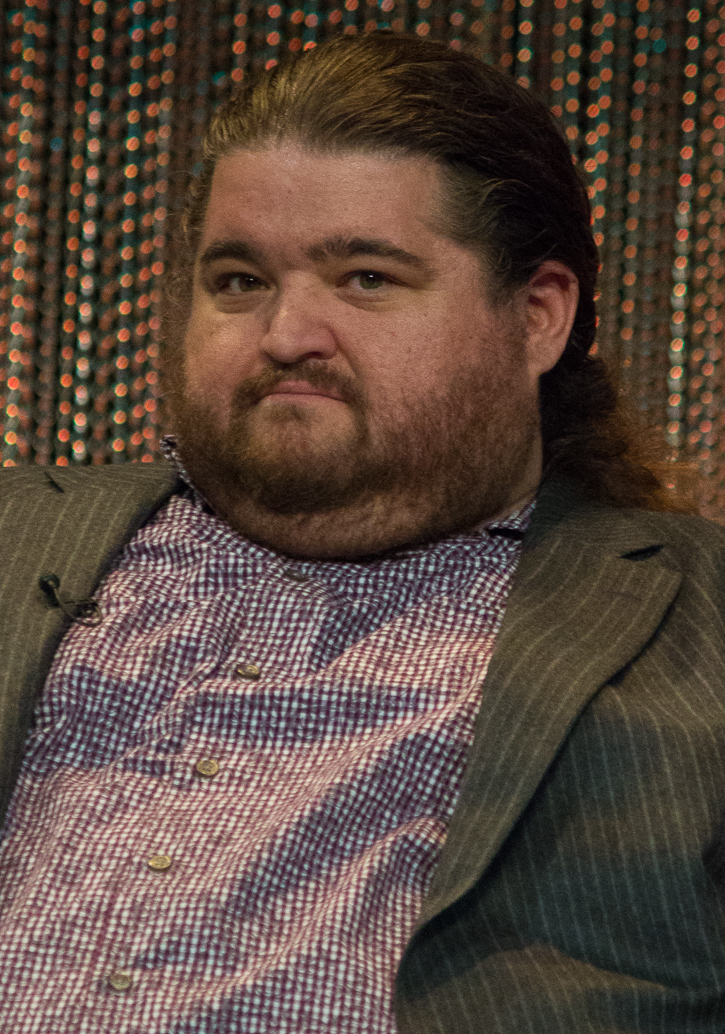
Jorge Garcia interprète Hugo Reyes.
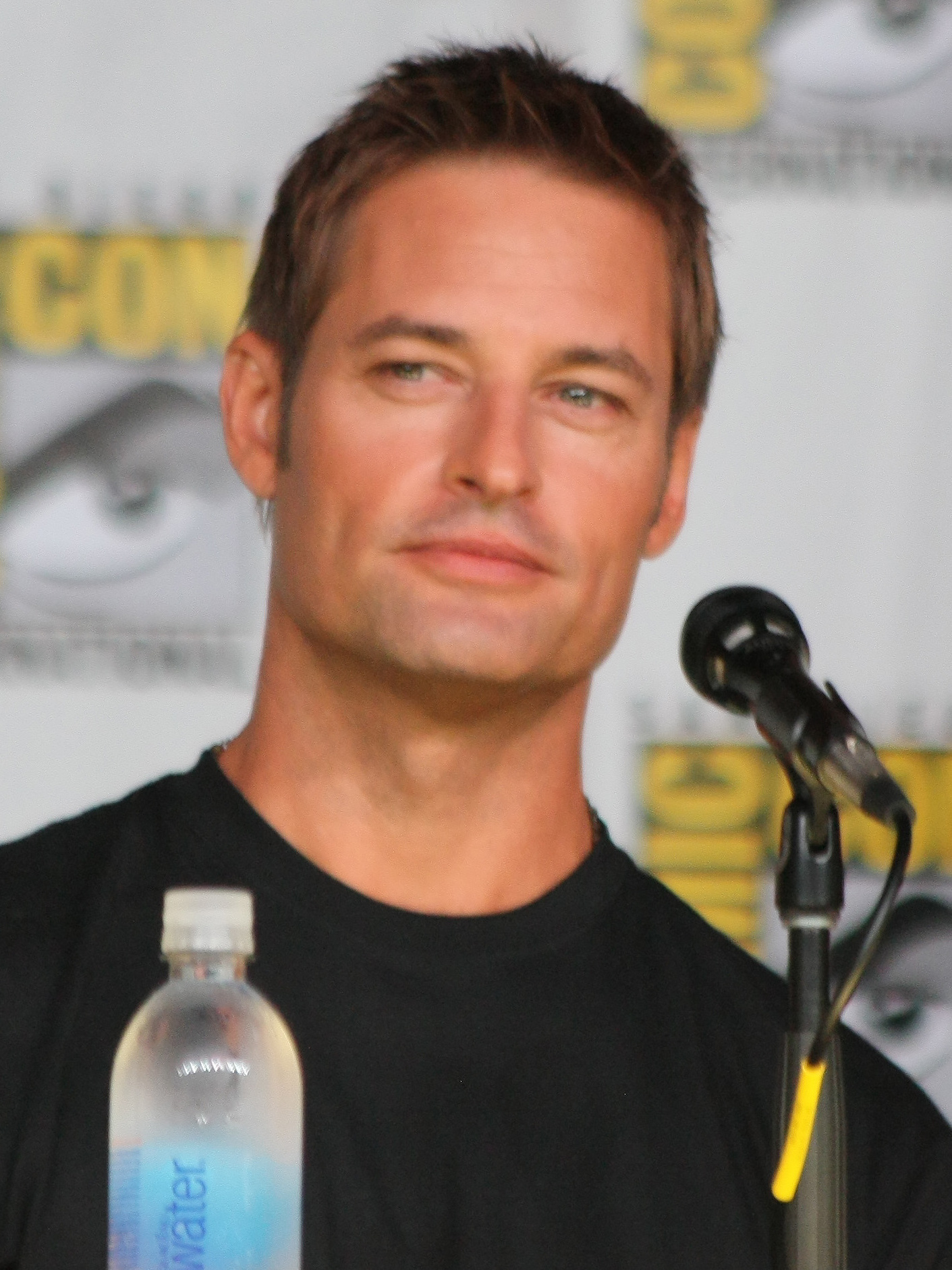
Josh Holloway interprète James Ford.
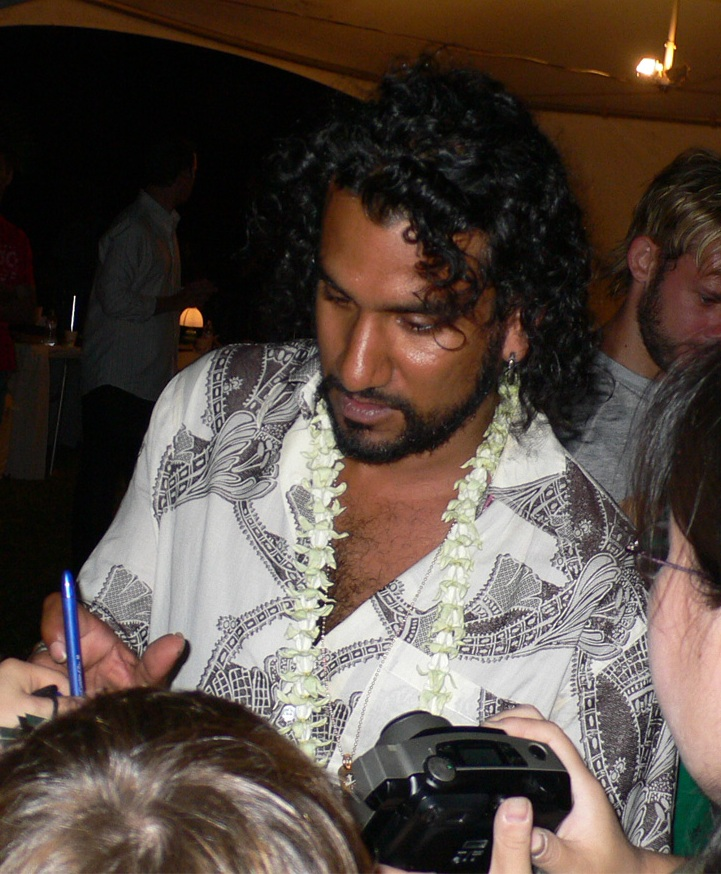
Naveen Andrews interprète Sayid Jarrah.
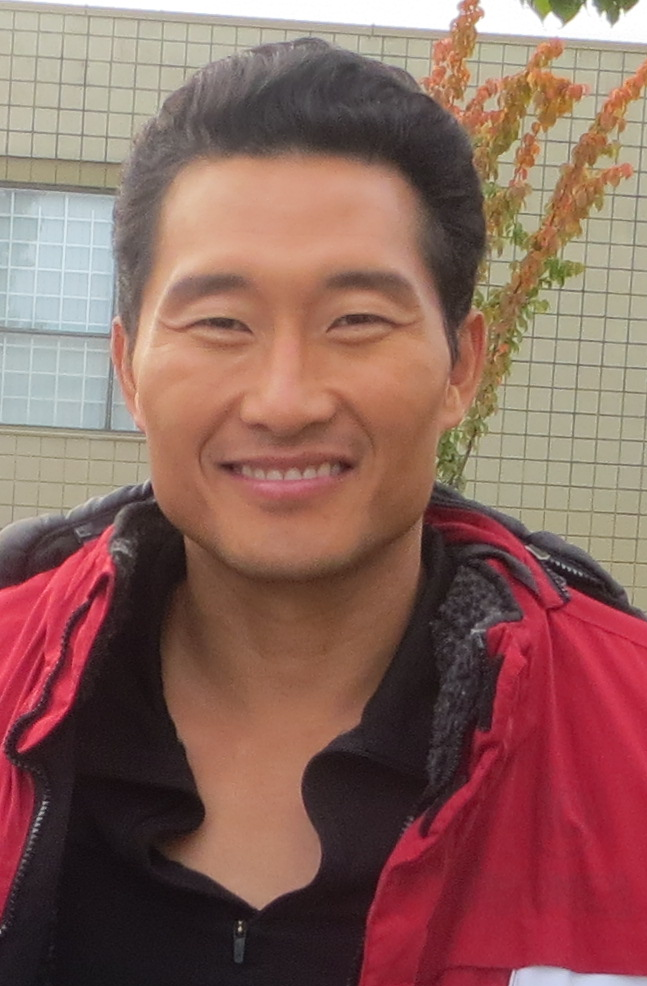
Daniel Dae Kim interprète Jin-Soo Kwon.
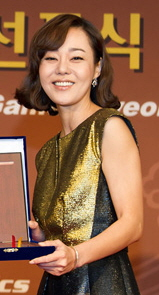
Kim Yoon-jin interprète Sun-Hwa Kwon.
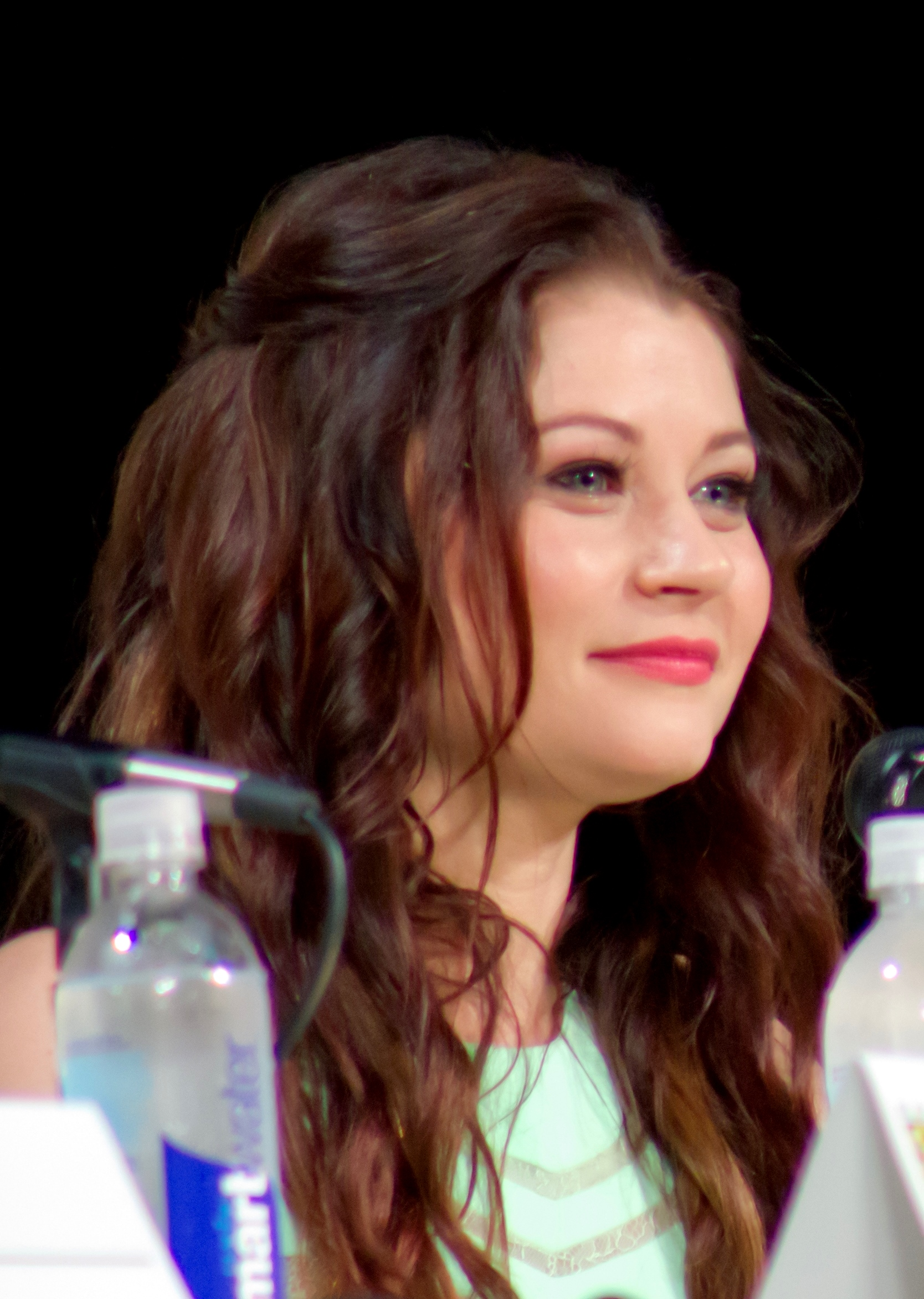
Emilie de Ravin interprète Claire Littleton.
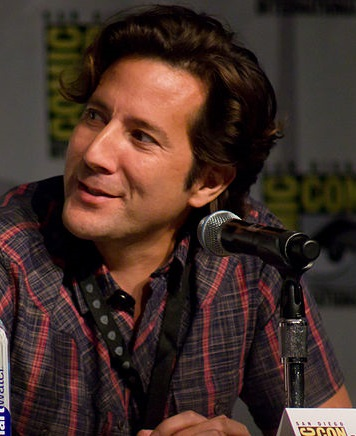
Henry Ian Cusick interprète Desmond Hume.
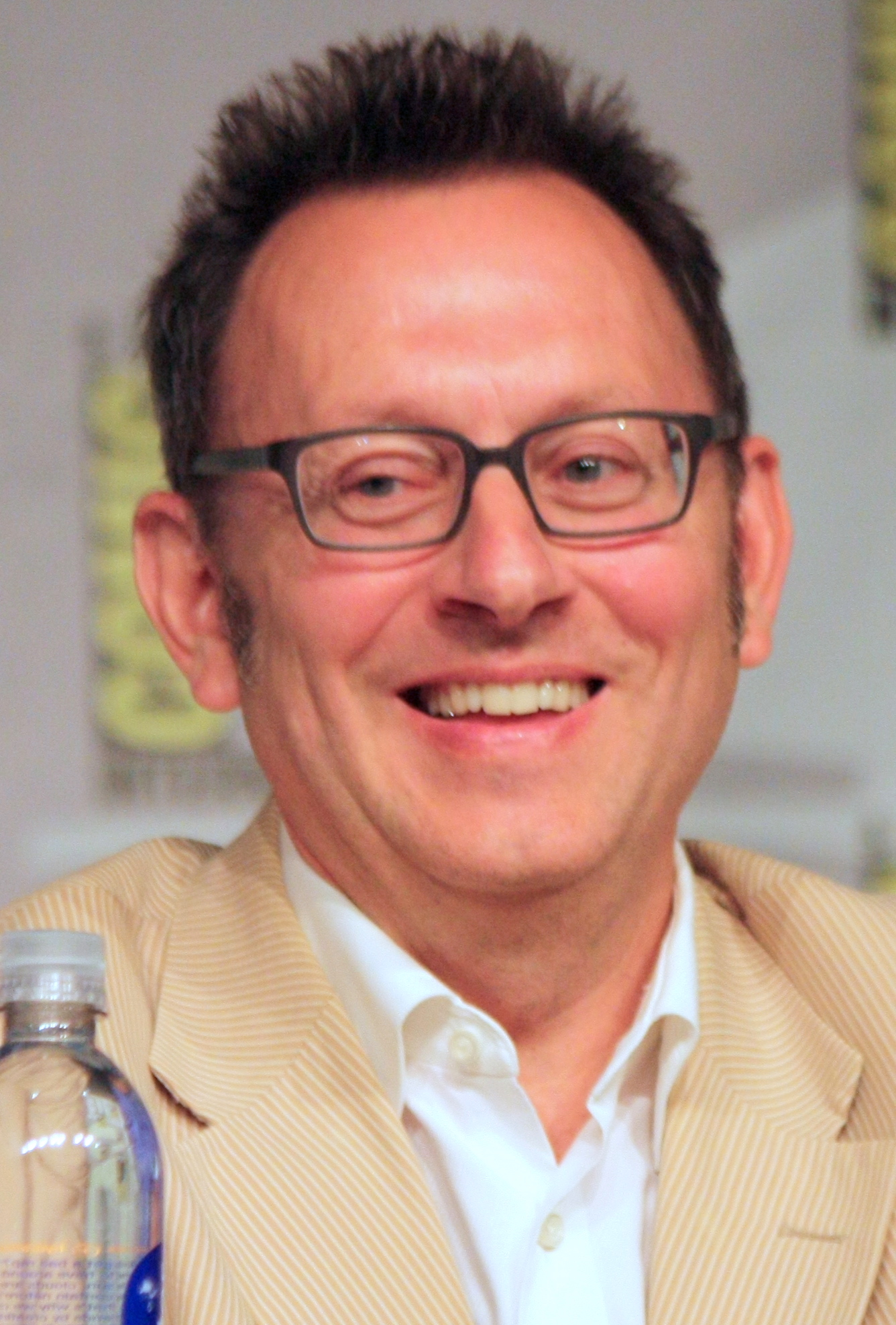
Michael Emerson interprète Benjamin Linus.
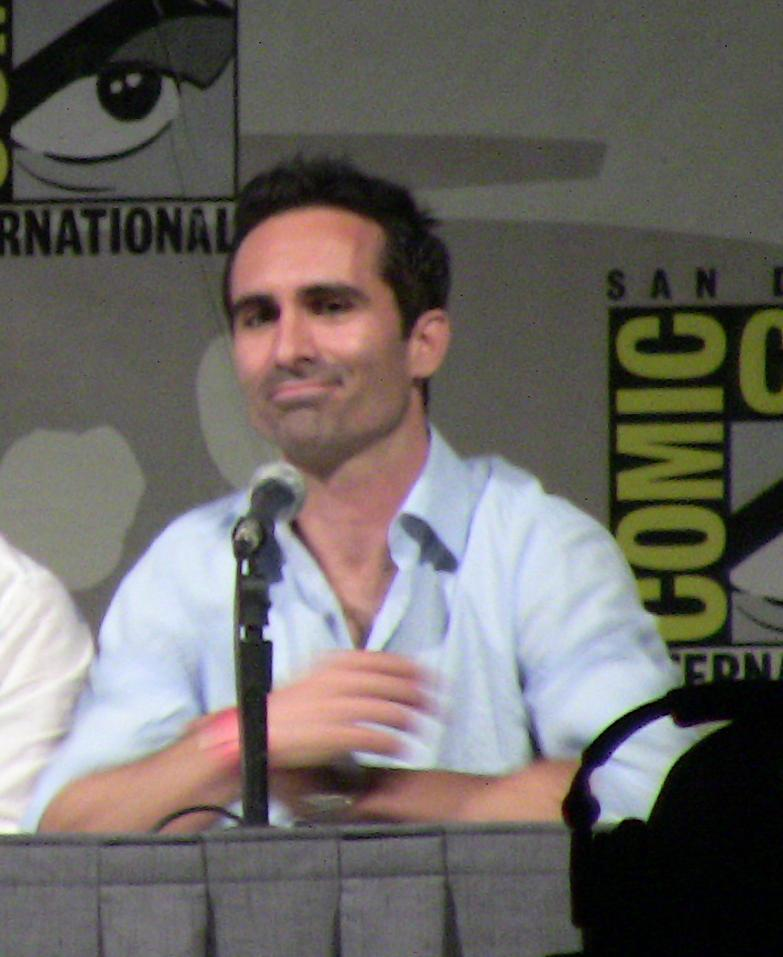
Nestor Carbonell interprète Richard Alpert.
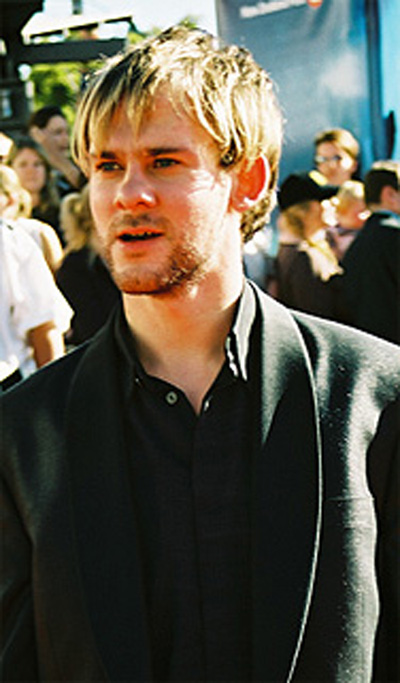
Dominic Monaghan interprète Charlie Pace.
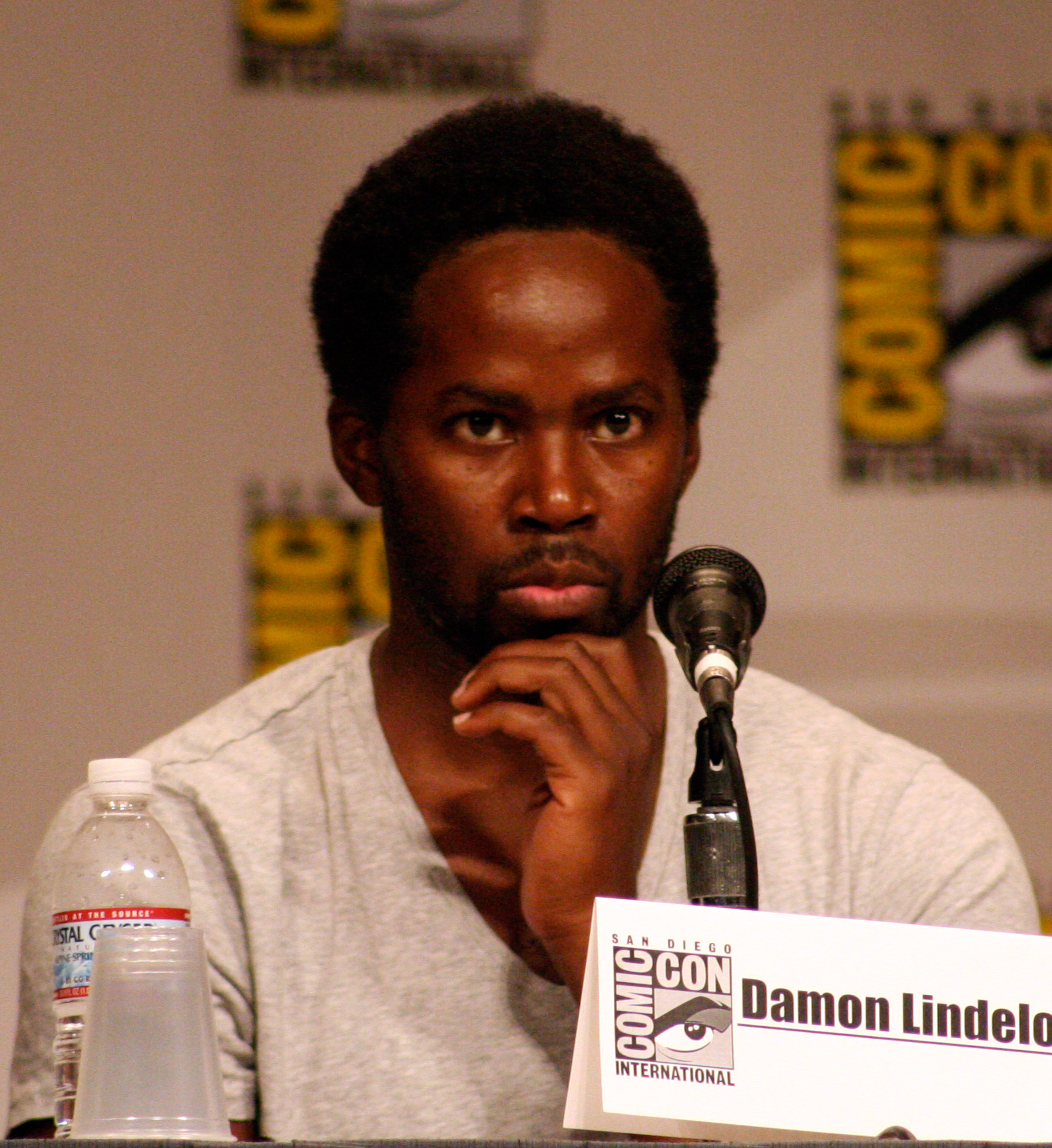
Harold Perrineau interprète Michael Dawson.
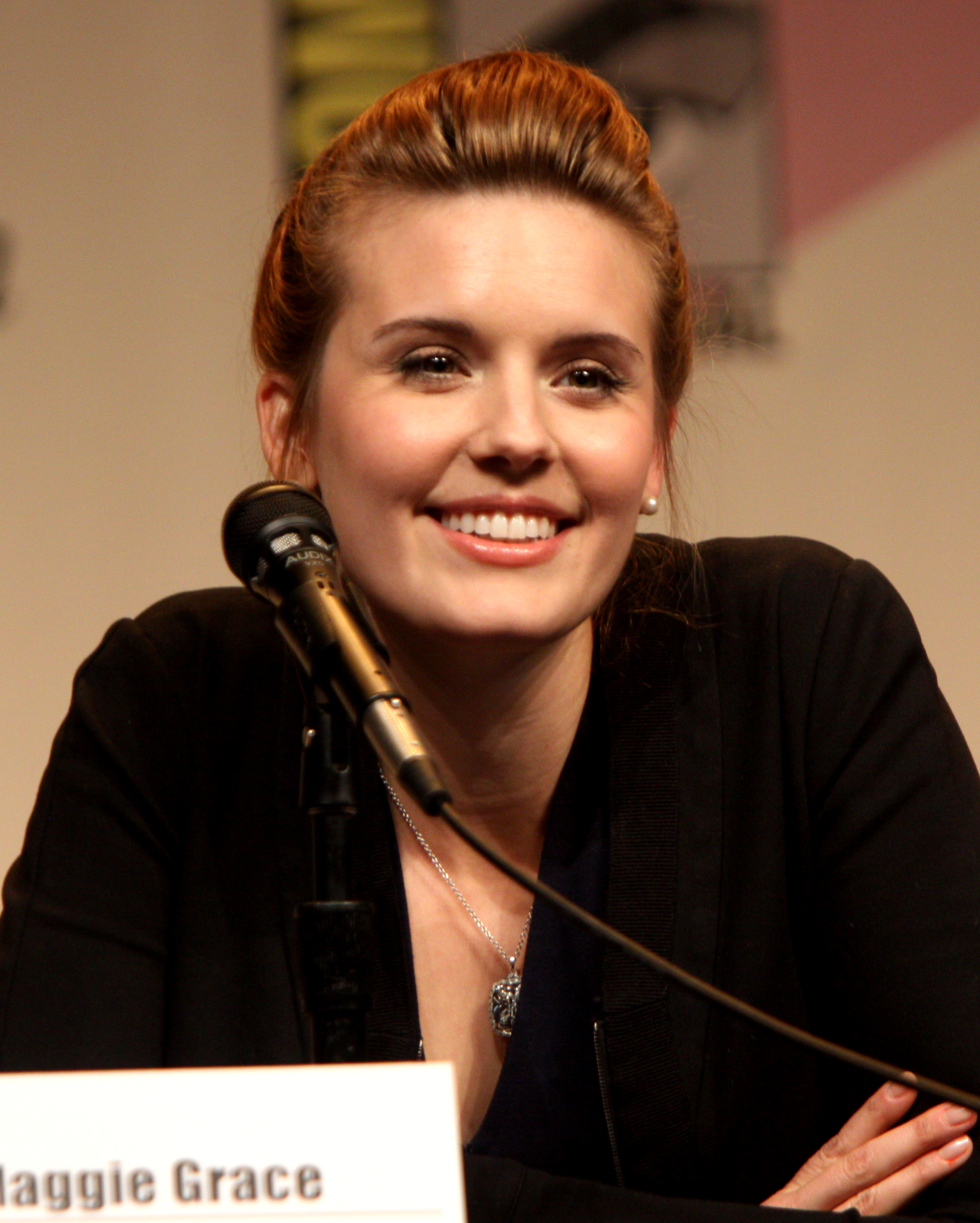
Maggie Grace interprète Shannon Rutherford.
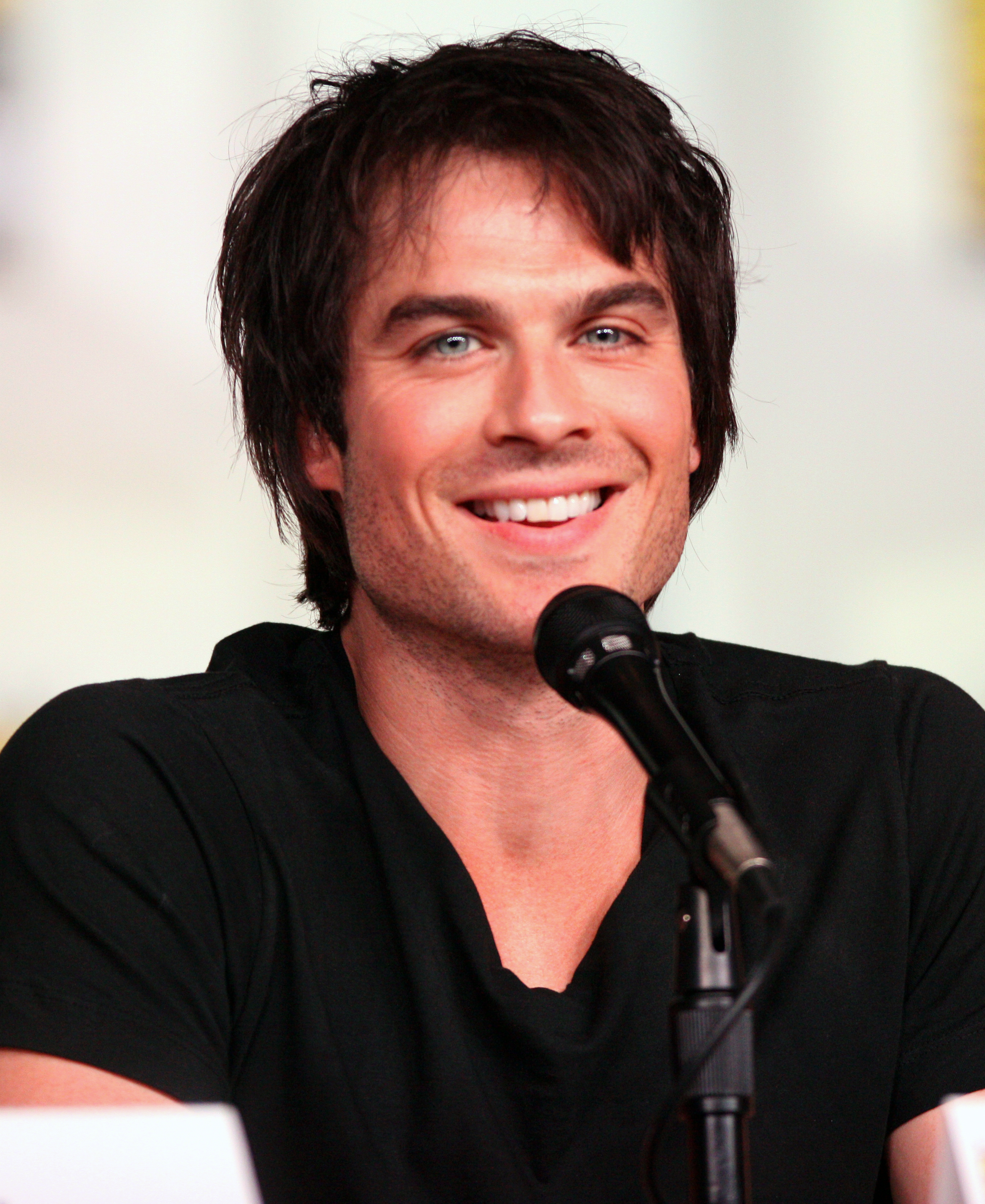
Ian Somerhalder interprète Boone Carlyle.
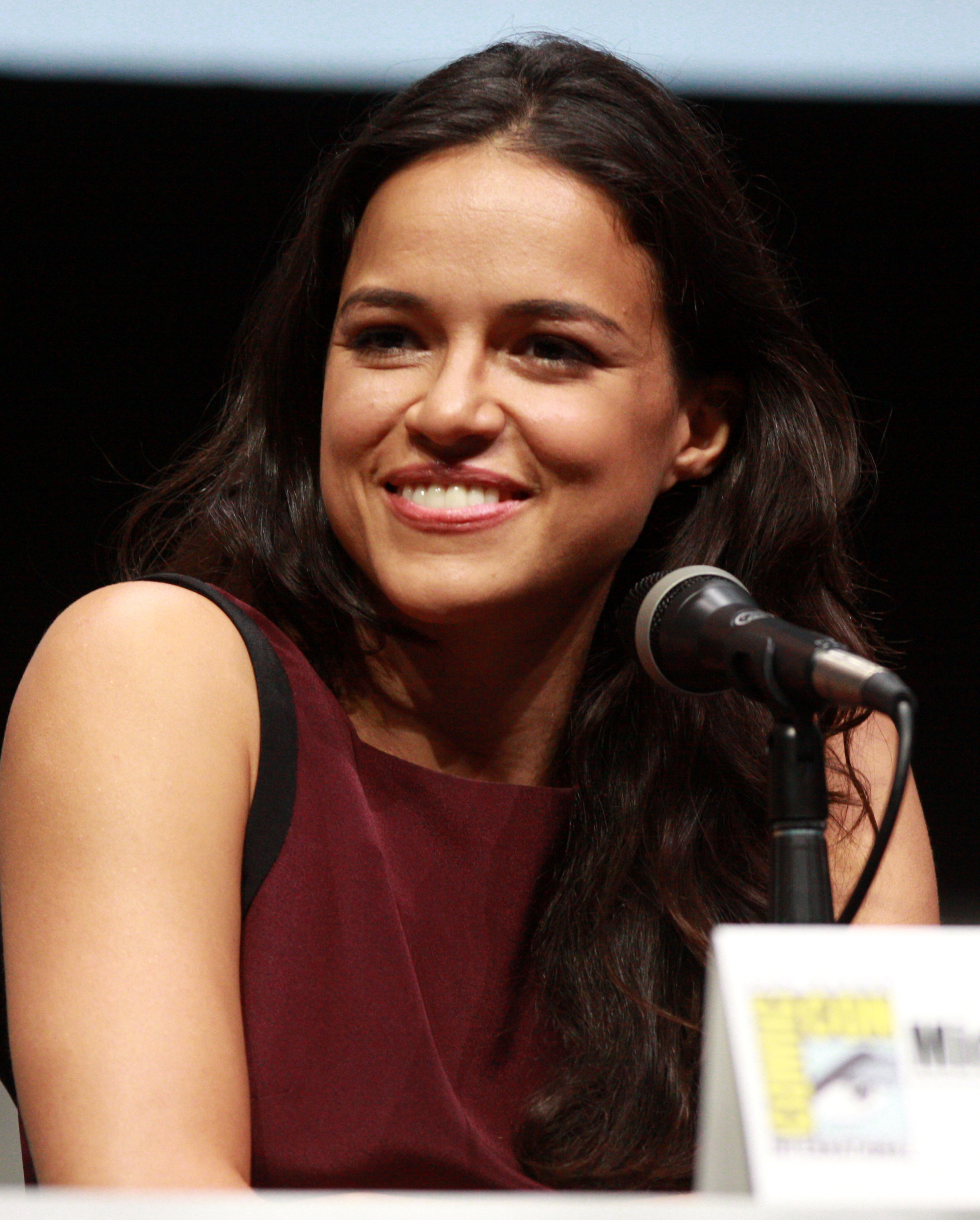
Michelle Rodriguez interprète Ana-Lucia Cortez.
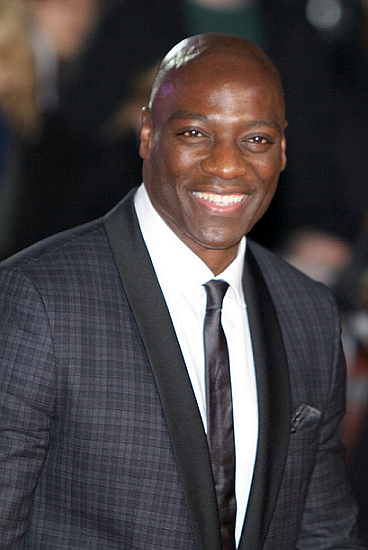
Adewale Akinnuoye-Agbaje interprète M. Eko.
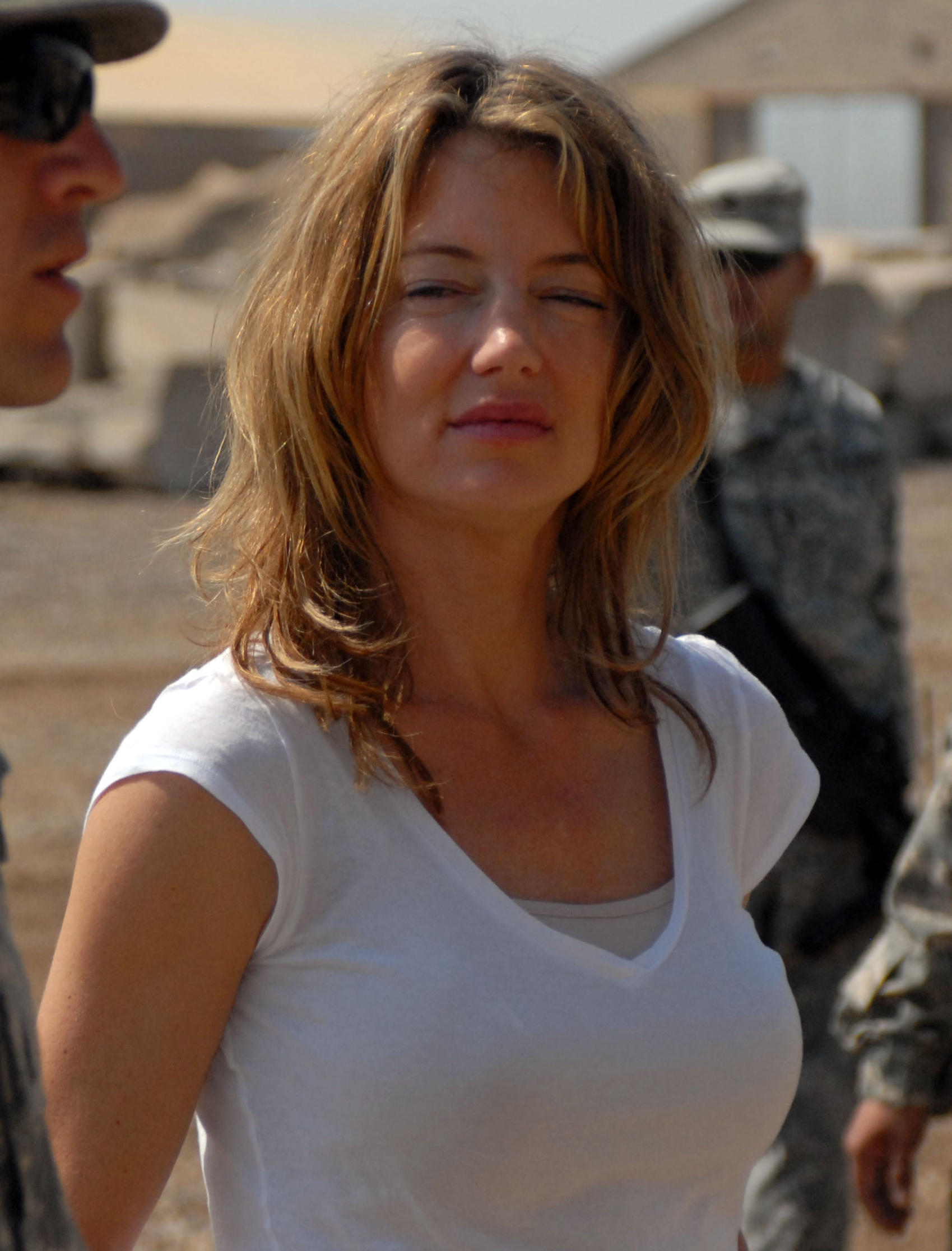
Cynthia Watros interprète Elizabeth Smith.
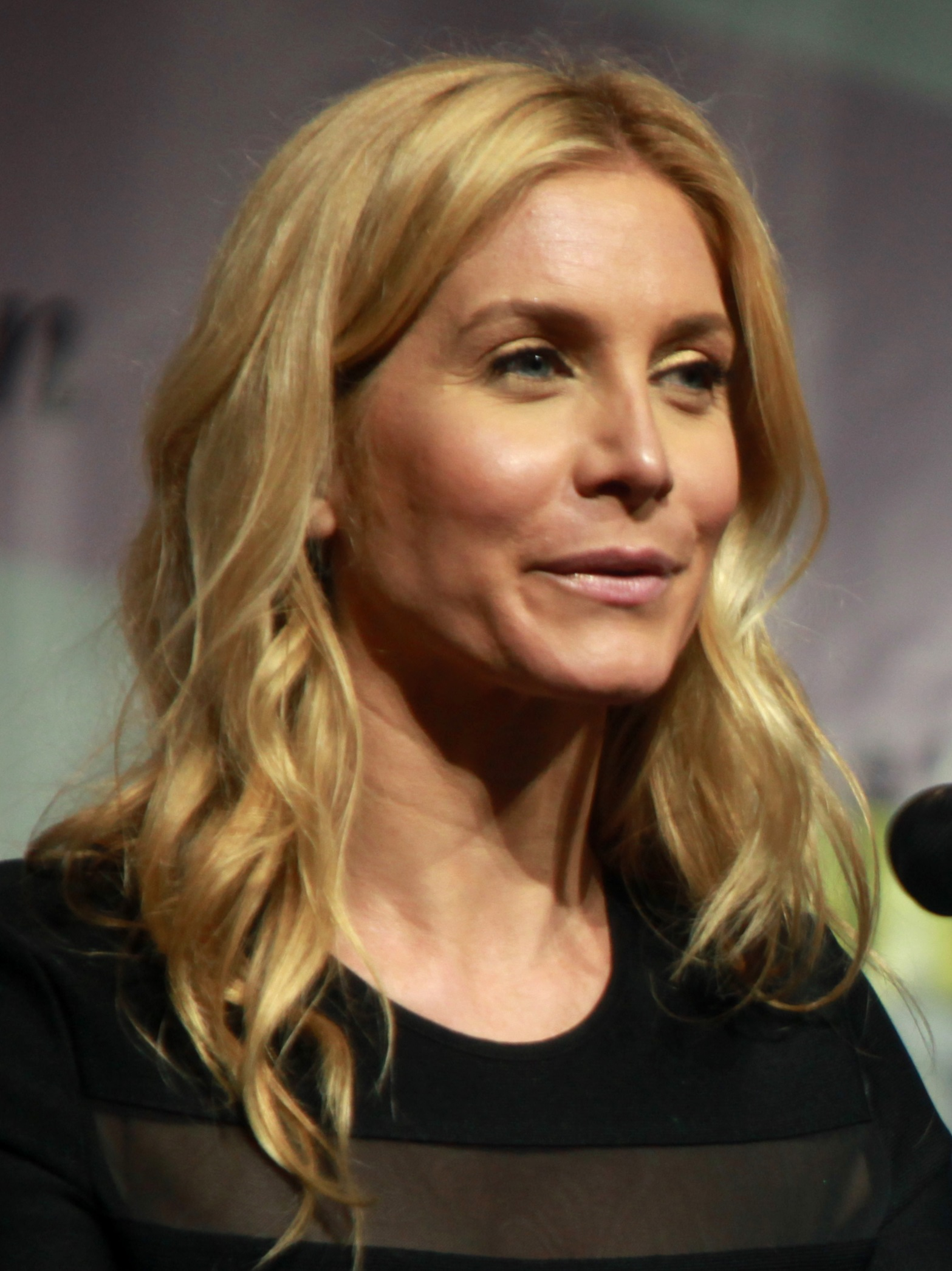
Elizabeth Mitchell interprète Juliet Burke.
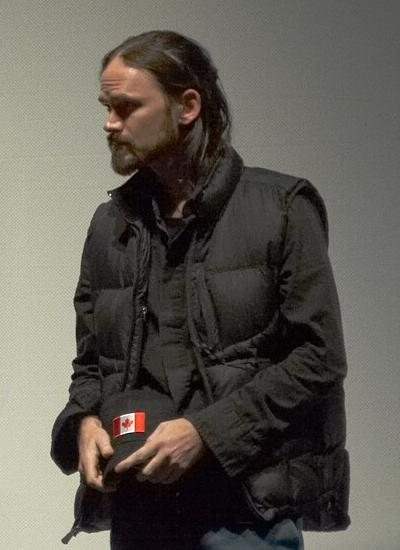
Jeremy Davies interprète Daniel Faraday.
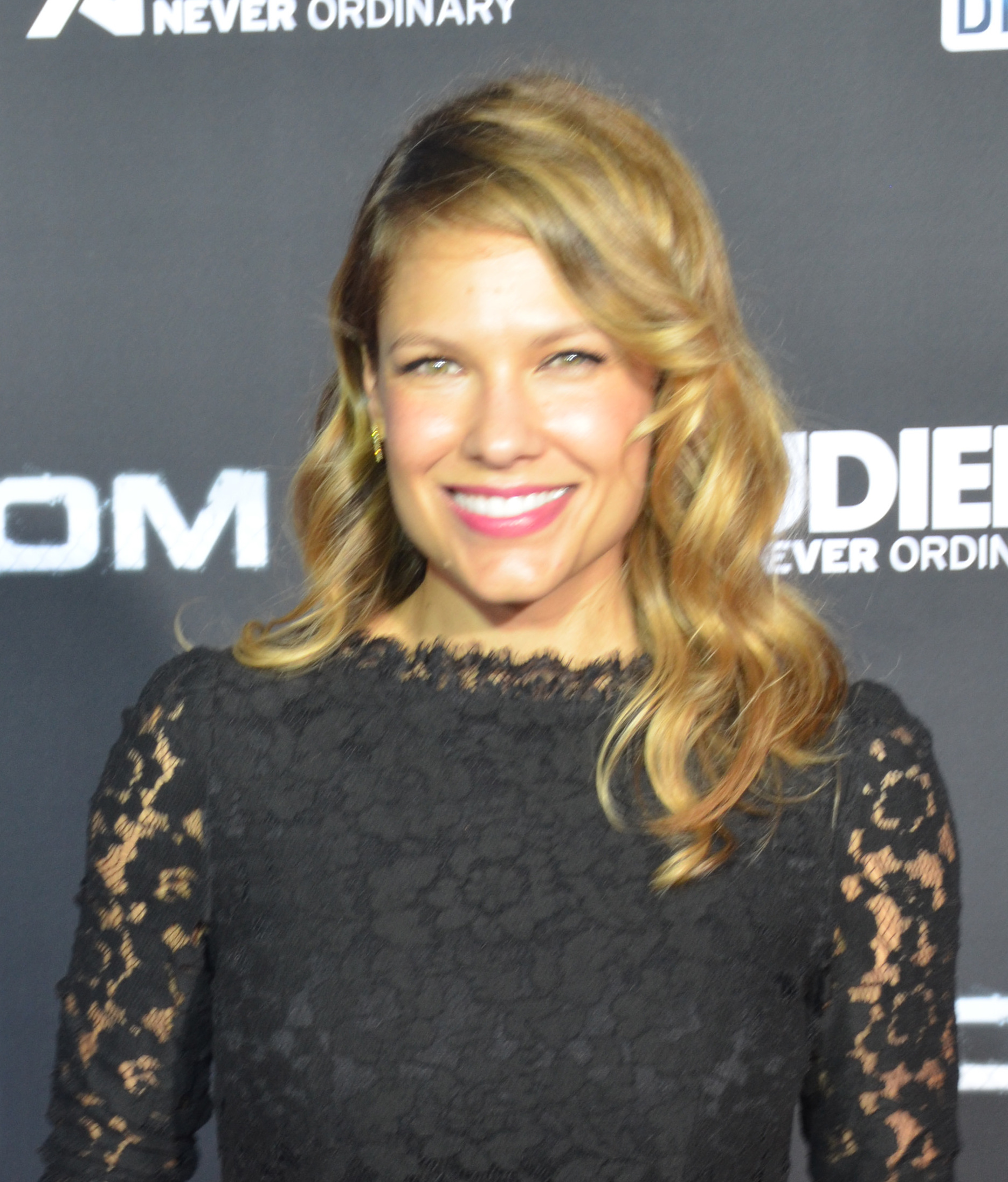
Kiele Sanchez interprète Nikki.
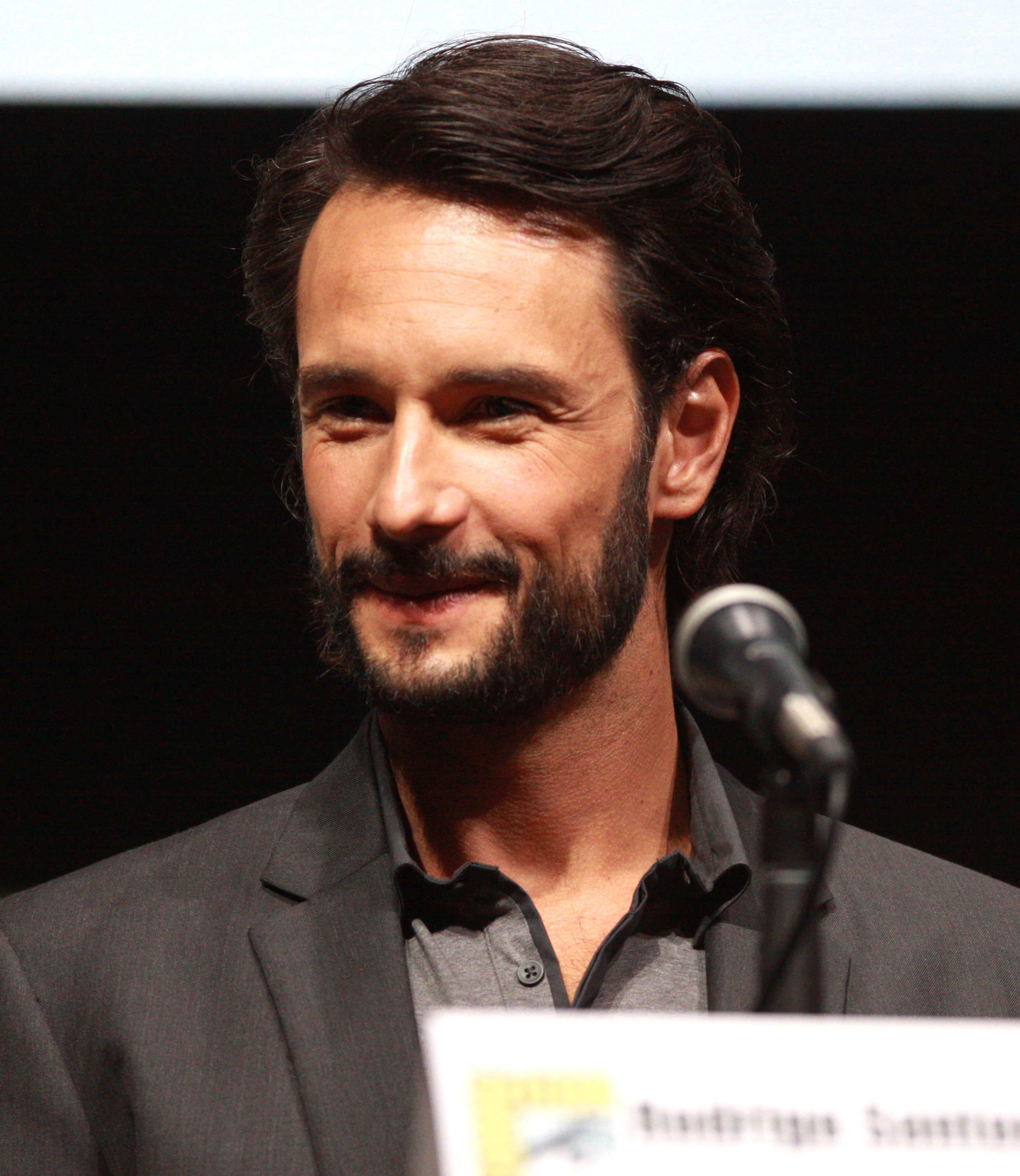
Rodrigo Santoro interprète Paulo.
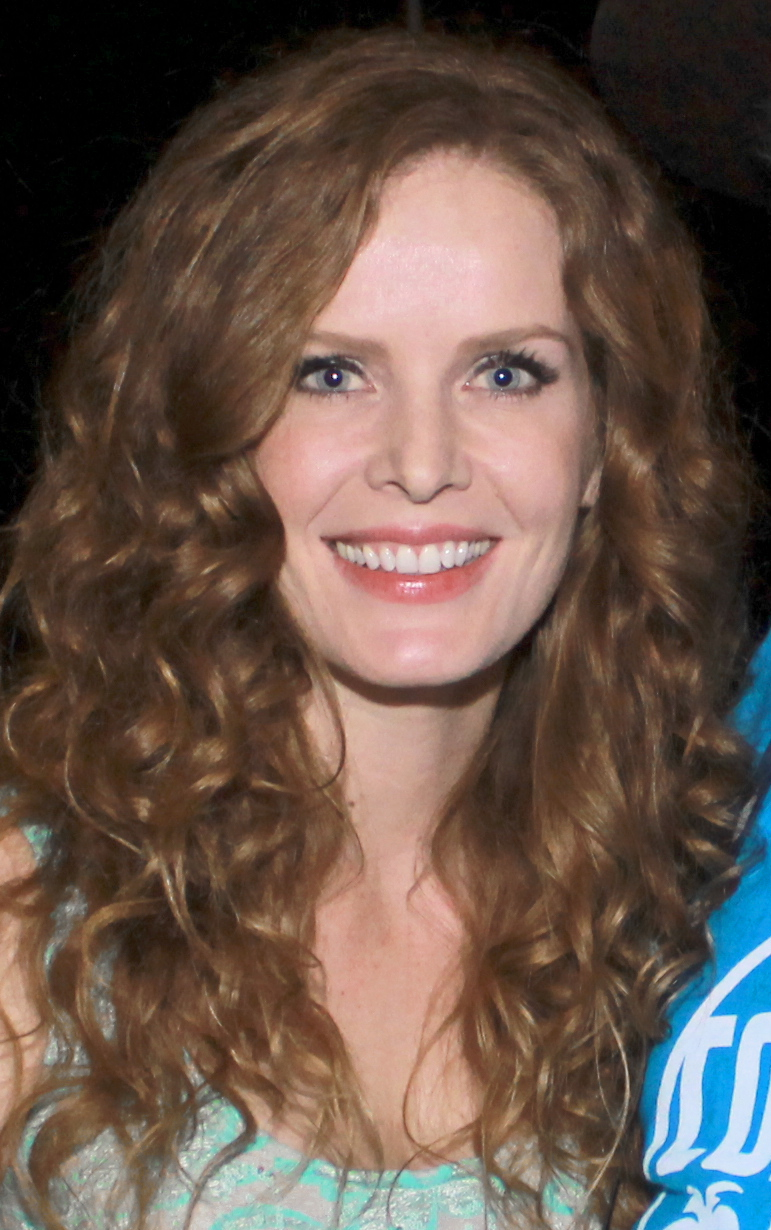
Rebecca Mader interprète Charlotte Lewis.
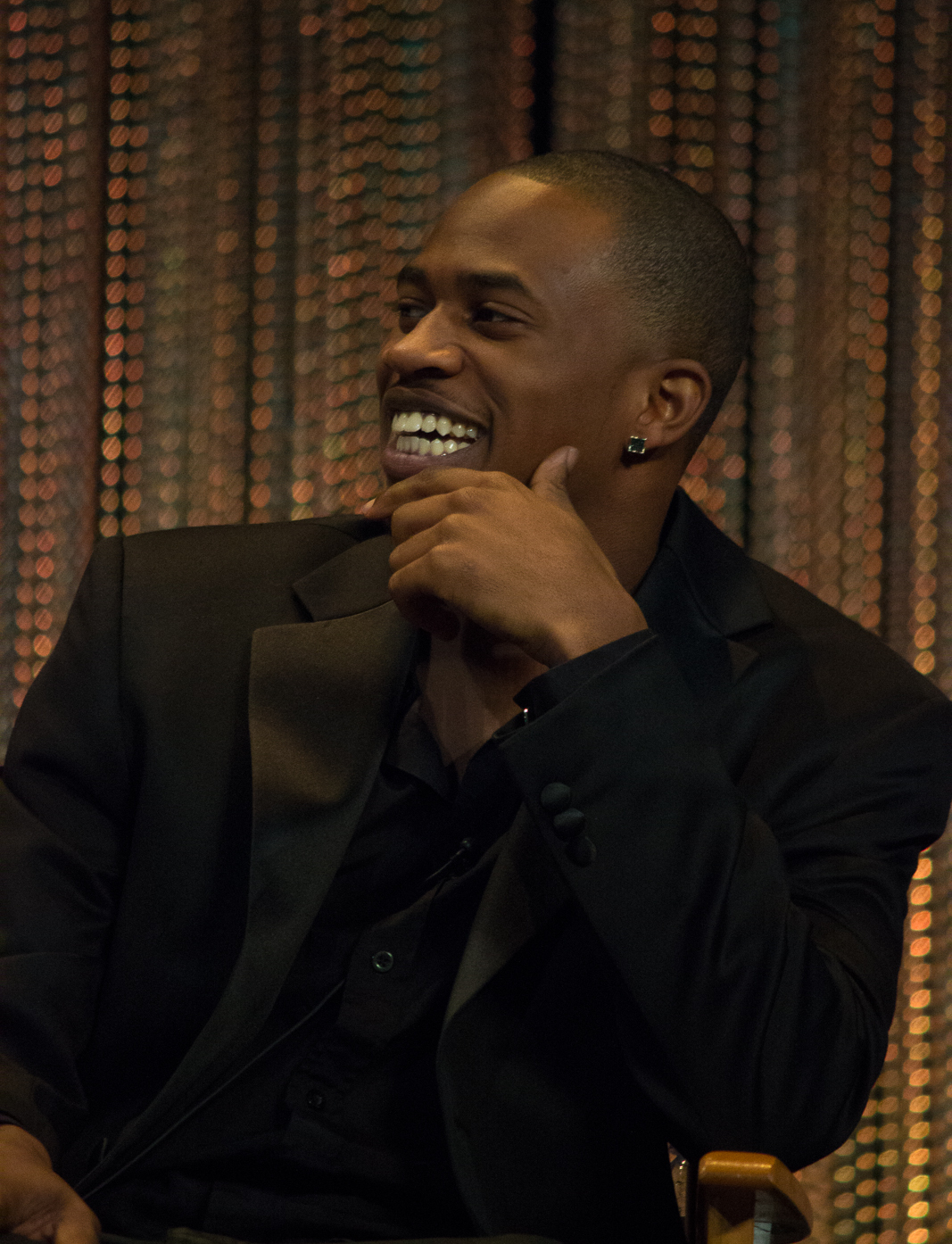
Malcolm David Kelley interprète Walt Lloyd.
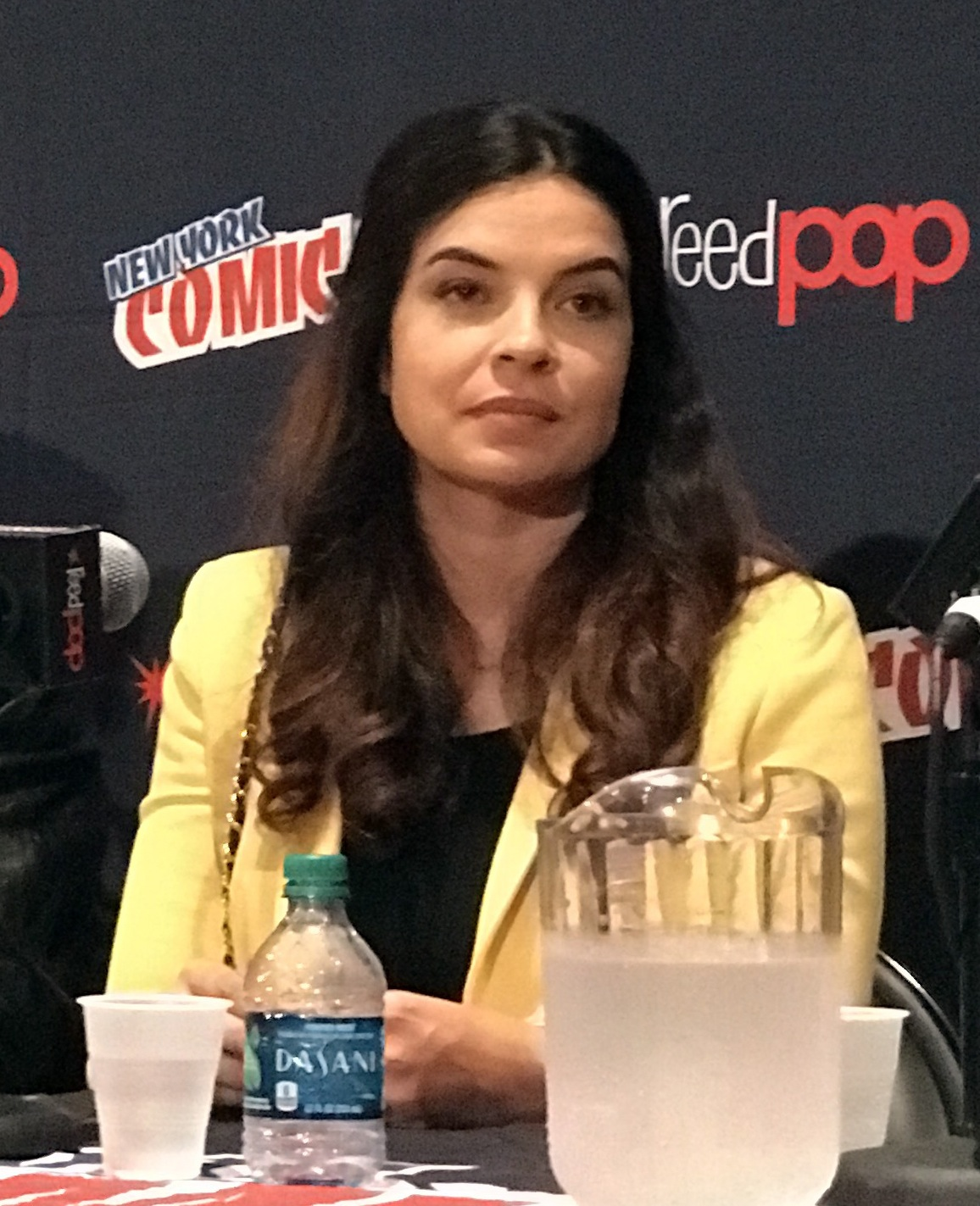
Zuleikha Robinson interprète Ilana Verdansky.

### Acteurs célèbres invités
- Greg Grunberg : Seth Norris (Saison 1 : Épisodes 1 et 24)
- Kim Dickens :  Cassidy Phillips (Saison 2 : Épisodes 13 / Saison 3 : Épisodes 4 et 15 / Saison 5 : Épisode 11)
- Kevin Dunn : Gordy (Saison 2 : Épisodes 13)
- Clancy Brown : Kelvin Inman (Saison 2 : Épisodes 14 et 23)
- Nathan Fillion : Kevin Callis (Saison 3 : Épisode 6)
- Željko Ivanek : Edmund Burke (Saison 3 : Épisode 7)
- Bai Ling : Achara (Saison 3 : Épisode 9)
- Billy Dee Williams : Lui-même (Saison 3 : Épisode 14)
- John Hawkes : Lennon (Saison 6 : Épisodes 1, 2, 3 et 6)
- Allison Janney : Mother (Saison 6 : Épisode 15)

## Épisodes

### Première saison (2004-2005)
La première saison comprend vingt-cinq épisodes, plus un épisode spécial.
- Diffusions originales

 États-Unis : du 22 septembre 2004 au 25 mai 2005 sur ABC
 Canada 
En anglais : du 22 septembre 2004 au 25 mai 2005 sur CTV
En français : du 17 mars au 1er septembre 2005 sur Télévision de Radio-Canada
 Belgique : du 2 mai au 15 août 2005 sur RTL-TVI
 Suisse : du 14 juin au 11 août 2005 sur TSR1
 France : du 25 juin au 20 août 2005 sur TF1
Résumé
À la suite d'un accident d'avion, les passagers survivants du vol Oceanic 815 échouent sur une île tropicale apparemment déserte, contraignant le groupe d'étrangers à travailler ensemble pour rester en vie. Leur survie est menacée par des entités mystérieuses, notamment un « monstre » qui rôde dans la jungle, ainsi que d'autres habitants de l'île, qu'ils appellent les « Autres ». Au cours des 45 jours qui suivent l'accident, ils rencontrent une naufragée allemande (française dans la version originale) nommée Danielle Rousseau qui a échoué sur l'île seize ans plus tôt, trouvent une mystérieuse trappe en métal enfouie dans le sol et tentent de quitter l'île sur un radeau.

### Deuxième saison (2005-2006)
La deuxième saison comprend vingt-quatre épisodes, plus deux épisodes spéciaux.
- Diffusions originales

 États-Unis : du 21 septembre 2005 au 24 mai 2006 sur ABC
 Canada 
En anglais : du 21 septembre 2005 au 24 mai 2006 sur CTV
En français : à partir du 20 avril 2006 sur Télévision de Radio-Canada
 Belgique : à partir du 20 mars 2006 sur RTL-TVI
 Suisse : à partir du 1er juin 2006 sur TSR1
 France : du 15 juillet 2006 au 23 septembre 2006 sur TF1
Résumé
La majeure partie de l'intrigue met l'accent sur le conflit croissant entre les survivants et les « Autres », ainsi que sur le thème de l'affrontement entre science et foi, symbolisé par l'antagonisme grandissant entre Jack Shephard et John Locke. Alors que certains mystères sont résolus, de nouvelles questions sont soulevées. De nouveaux personnages sont introduits, dont les survivants de la queue de l'avion et d'autres habitants de l'île. Des informations sur le caractère mythologique de l'île et sur le passé des survivants sont divulguées. La trappe est explorée et l'existence du Projet Dharma et de son sponsor, la Fondation Hanso, est révélée. Alors que la vérité sur les mystérieux « Autres » commence à être dévoilée, un des rescapés de l'accident trahit les autres naufragés et la cause de l'accident du vol Oceanic 815 est découverte.

### Troisième saison (2006-2007)
La troisième saison comprend vingt-trois épisodes, plus quatre épisodes spéciaux. Le tournage a débuté à Hawaï le 7 août 2006.
- Diffusions originales

 États-Unis : du 4 octobre 2006 au 23 mai 2007 sur ABC
 Canada 
En anglais : du 4 octobre 2006 au 23 mai 2007 sur CTV
En français : du 26 avril 2007 au 20 septembre 2007 sur Télévision de Radio-Canada
 Belgique : du 16 avril 2007 au 6 août 2007 sur RTL-TVI
 Suisse : du 21 juin 2007 au 9 août 2007 sur TSR1
 France : du 2 juillet 2007 au 10 septembre 2007 sur TF1
Résumé
L'histoire se poursuit 67 jours après l'accident. De nouveaux rescapés et « Autres » sont introduits. On en apprend davantage sur les uns et les autres, leur parcours sur l'île et ailleurs. Un mystérieux bateau se dirige vers l'île. Conduits par Jack, les survivants tentent d'établir un contact.

### Quatrième saison (2008)
Initialement la quatrième saison devait comporter seize épisodes, mais seuls quatorze ont pu être réalisés en raison de la grève des scénaristes américains de 2007-2008. Les deux saisons suivantes sont portées à dix-sept épisodes afin de compenser cette grève[réf. nécessaire].
- Diffusions originales

 États-Unis : du 31 janvier 2008 au 29 mai 2008 sur ABC
 Canada 
En anglais : du 31 janvier 2008 au 29 mai 2008 sur CTV
En français : du 15 mai 2008 au 28 août 2008 sur Télévision de Radio-Canada
 Suisse : du 24 juin 2008 au 5 août 2008 sur TSR1
 Belgique : du 30 juin 2008 au 11 août 2008 sur RTL-TVI
 France : du 6 juillet 2008 au 16 août 2008 sur TF1
Résumé
La saison se concentre sur l'arrivée de personnes provenant du cargo Kahana, venu jusqu'à l'île dans le but apparent de secourir les rescapés. Toutefois, cette équipe de sauvetage cache de lourds secrets et ment au sujet de ses motivations, auxquelles Ben, le leader machiavélique des « Autres », ne semble pas étranger. Jack tente par tous les moyens de mener un groupe pour quitter l'île. Beaucoup perdent la vie pour que les « Six du vol Oceanic » (Oceanic 6) puissent regagner le continent. Ben tourne la roue qui va conduire l'île à disparaître dans le temps.

### Cinquième saison (2009)
Cette saison comporte dix-sept épisodes, soit un de plus que ce qui était initialement prévu.
- Diffusions originales

 États-Unis : du 21 janvier 2009 au 13 mai 2009 sur ABC
 Canada 
En anglais : du 21 janvier 2009 au 13 mai 2009 sur CTV
En français : du 30 avril 2009 au 20 août 2009 sur Télévision de Radio-Canada
 Suisse : du 16 juin 2009 au 4 août 2009 sur TSR1
 Belgique : du 14 août 2009 au 2 octobre 2009 sur RTL-TVI
 France : du 19 août 2009 au 8 octobre 2009 sur TF1
Résumé
Sawyer et les autres se déplacent aléatoirement dans le temps sur l'île, rencontrant différents personnages à différentes périodes, jusqu'à ce qu'ils échouent finalement en 1977, au sein du Projet Dharma. Dans le futur, Locke meurt après avoir tenté de ramener les « Six du vol Oceanic » sur l'île. Jack, Kate, Hurley, Sayid et Sun embarquent enfin à bord du vol Ajira 316 faisant route vers Guam. Locke, transporté dans un cercueil, ressuscite une fois l'appareil crashé sur l'île. Il prend le commandement du groupe de Richard et manipule Ben pour lui faire assassiner Jacob. Jack, Kate, Hurley et Sayid sont transportés 30 ans plus tôt au sein du Projet Dharma, où, avec l'aide du groupe de Sawyer, ils tentent de faire exploser une bombe dans la poche électromagnétique du futur bunker pour reprendre le cours de leur ancienne vie.

### Sixième saison (2010)
Cette saison (la dernière de la série) est composée de dix-huit épisodes.
- Diffusions originales

 États-Unis : du 2 février 2010 au 23 mai 2010 sur ABC
 Canada 
En anglais : du 2 février 2010 au 23 mai 2010 sur CTV
En français : du 15 avril 2010 au 12 août 2010 sur Télévision de Radio-Canada
 Belgique : du 23 avril 2010 au 18 juin 2010 sur RTL-TVI
 Suisse : du 1er mai 2010 au 19 juin 2010 sur TSR1
 France : du 5 mai 2010 au 23 juin 2010 sur TF1
Résumé
La sixième saison suit deux frises chronologiques, à la suite de l'explosion de la bombe dans l'épisode final de la saison précédente. Dans le présent, sur l'île, les survivants font face à la mort de Jacob dont le meurtre a été orchestré par Locke, qui n'est autre que le « monstre de fumée » ou L'homme en noir qui peut prendre l'apparence des morts pour mieux berner les vivants. Widmore débarque sur l'île, ramenant avec lui Desmond qui va être le sujet d'une expérience électromagnétique intense qui changera sa perception de la vie.
Dans une autre chronologie, le vol Oceanic 815 atterrit bien à Los Angeles, où chacun regagne son quotidien sans avoir souvenir des évènements vécus sur l'île. Toutefois, la vie des personnages est différente : John Locke ne s'est jamais brouillé avec son père, Sawyer est policier, Hurley est un patron d'entreprise chanceux, Benjamin Linus est un professeur de lycée. Ils vont tous être amenés à découvrir l'impensable vérité de cette « réalité alternative ».

## Traduction
Dans la version française, assurée par Philippe Sarrazin, on remarque une modification du scénario : Danielle Rousseau, Française dans la version originale, devient allemande. Ceci se justifie par le fait que le message enregistré par Danielle devait être difficile à comprendre par les naufragés, mais aussi par les téléspectateurs. Cela entraîne cependant des invraisemblances, d'autant que le personnage en question porte un nom à consonance française et chante une chanson de Charles Trenet, La Mer. Pour mettre un terme à ces incohérences, Danielle redevient Française dans la cinquième saison.

## Impact

### Réception
Audiences américaines par saison de Lost, basées sur les moyennes totales pondérées de téléspectateurs par épisode, incluant les rediffusions.
| Saison | Diffusion | Premier épisode   | Dernier épisode | Année     | Téléspectateurs |
| ------ | --- | ----------------- | --------------- | --------- | --------------- |
| 1      | Mercredi à 20 heures (du 22 septembre 2004 au 25 mai 2005)                                                          | 22 septembre 2004 | 25 mai 2005     | 2004–2005 | 15,69 millions  |
| 2      | Mercredi à 21 heures (du 21 septembre 2005 au 24 mai 2006)                                                          | 21 septembre 2005 | 24 mai 2006     | 2005–2006 | 15,50 millions  |
| 3      | Mercredi à 21 heures (du 4 octobre 2006 au 8 novembre 2006) Mercredi à 22 heures (du 7 février 2007 au 23 mai 2007) | 4 octobre 2006    | 23 mai 2007     | 2006–2007 | 17,84 millions  |
| 4      | Jeudi à 21 heures (du 31 janvier du 20 mars 2008) Jeudi à 22 heures (du 24 avril 2008 au 29 mai 2008)               | 31 janvier 2008   | 29 mai 2008     | 2008      | 13,17 millions  |
| 5      | Mercredi à 21 heures (du 21 janvier 2009 au 13 mai 2009)                                                            | 21 janvier 2009   | 13 mai 2009     | 2009      | 10,94 millions  |
| 6      | Mardi à 21 heures (2 février 2010 au 23 mai 2010)                                                                   | 2 février 2010    | 23 mai 2010     | 2010      | 10,08 millions  |

Le graphique montre les audiences américaines de la série (en millions de téléspectateurs) par épisode pour chacune des six saisons diffusées sur ABC.

L'épisode pilote a recueilli 18,6 millions de téléspectateurs, plaçant la série en tête sur le créneau 20 heures – 21 heures, et permettant à ABC d'atteindre sa meilleure audience depuis 2000 quand Qui veut gagner des millions ? était initialement diffusé, audience battue le mois suivant par l'épisode pilote de Desperate Housewives.
Pour sa première saison, Lost a réuni en moyenne 16 millions de téléspectateurs, se classant 14e en audience sur les programmes diffusés en prime-time, et 15e sur les 18⁄49 ans. La deuxième saison s'est également classée au 14e rang, avec une moyenne de 15,5 millions de téléspectateurs. Toutefois, elle a amélioré sa cote auprès des 18⁄49 ans, se classant 8e. Le premier épisode de la deuxième saison a été encore plus vu que celui de la première, réunissant plus de 23 millions de téléspectateurs, un record pour la série. Le premier épisode de la troisième a réuni 18,8 millions de téléspectateurs. Le septième épisode de la saison, de retour d'une pause de trois mois, a baissé à 14,5 millions. Au cours de la saison printanière, les audiences ont plongé jusqu'à 11 millions de téléspectateurs avant de remonter à près de 14 millions pour la finale de la saison. La baisse a été partiellement expliquée quand Nielsen ratings a montré que Lost faisait partie des séries les plus enregistrées à la télévision. Toutefois, malgré une baisse d'audience globale, Lost a tout de même été premier sur les 18⁄49 ans sur son créneau horaire. Le premier épisode de la quatrième saison a vu une augmentation par rapport à l'épisode précédent à 16,1 millions de téléspectateurs, mais au huitième épisode, le nombre de téléspectateurs a diminué et atteint 11,461 millions. En 2006, une enquête sur une vingtaine de pays par Informa Telecoms and Media a conclu que Lost est la deuxième émission de télévision la plus populaire dans ces pays, après Les Experts : Miami. Le premier épisode de la sixième saison a réuni 12,1 millions de téléspectateurs. L'épisode final a réuni 13,57 millions de téléspectateurs avec une pointe d'audience à 15,31 millions dans la dernière demi-heure.

### Distinctions
À la suite d'une première saison réussie, Lost a remporté l'Emmy Award de la meilleure série dramatique et J. J. Abrams a reçu un Emmy en septembre 2005 pour son travail en tant que réalisateur de l'épisode-pilote. Terry O'Quinn et Naveen Andrews ont été nommés dans la catégorie « Meilleur second rôle dans une série dramatique ». Lost a amassé les récompenses en 2005, remportant le Writers Guild of America Award de la meilleure écriture pour une série dramatique, le Producers Guild Award de la meilleure production, le Directors Guild of America Award de la meilleure réalisation pour une série dramatique, et le Screen Actors Guild Award de la meilleure distribution des rôles. La série a été nommée pour le Golden Globe Award de la meilleure série dramatique à trois reprises (de 2005 à 2007), et a remporté le prix en 2006. En 2005, Matthew Fox et Naveen Andrews ont respectivement été nommés aux Golden Globes du meilleur acteur principal dans une série dramatique et du meilleur acteur secondaire, et en 2007, Evangeline Lilly a reçu une nomination pour la meilleure actrice dans une série dramatique. En 2005, Lost n'a pas gagné le BAFTA Award de la meilleure importation américaine. En 2006, Jorge Garcia et Michelle Rodríguez ont remporté respectivement l'ALMA Award du meilleur second rôle masculin et féminin dans une série télévisée. La série a remporté le Saturn Award de la meilleure série télévisée en 2005 et en 2006. En 2005, Terry O'Quinn a remporté le Saturn Award du meilleur second rôle masculin dans une série télévisée et, en 2006, Matthew Fox du meilleur acteur principal. En 2005 et 2006, Lost a remporté le Television Critics Association Award du meilleur aboutissement dans une série dramatique ainsi que le Visual Effects Society Award des meilleurs effets visuels dans un programme télévisé. Malcolm David Kelley a remporté un Young Artist Award pour son interprétation de Walt en 2006. En 2005, Lost a été désigné divertissement de l'année par Entertainment Weekly. L'émission a remporté en 2005 le Prism Award pour le scénario des épisodes Pilot, House of the Rising Sun, et The Moth faisant référence aux problèmes de drogue de Charlie. En 2007, Lost a été classé par le Time comme une des cent meilleures émissions de télévision de tous les temps. La série a été nommée au Writer's Guild Award et au Producer's Guild Award en 2007 mais n'a rien remporté. En juin 2007, Lost a emporté plus de 20 nominations en provenance de pays du monde entier et a remporté le prix du meilleur drame lors du Festival de télévision de Monte-Carlo. En septembre 2007, Michael Emerson et Terry O'Quinn ont tous deux été nommés au Emmy Award du meilleur acteur secondaire dans une série dramatique, et a été remporté par Terry O'Quinn. Lost a de nouveau été nommé au Emmy Award de la meilleure série dramatique en 2008. La série a remporté sept autres nominations aux Emmys, dont l'Emmy du meilleur acteur secondaire dans une série dramatique pour Michael Emerson. En 2009, Lost a également été nommé à l'Emmy de la meilleure série dramatique, ainsi que Michael Emerson à l'Emmy du meilleur acteur secondaire dans une série dramatique, qu'il a remporté.
En 2010, Lost a été élue « meilleure série des vingt dernières années » par le magazine E! Online et a été classée 27e sur les 101 séries les mieux écrites de tous les temps par la Writers Guild of America en 2013.

### Fans et culture populaire
Lost, en tant que série télévisée, a généré une importante communauté internationale de fans. Les fans de Lost, parfois surnommés les Lostaways ou Losties, se sont rassemblés au Comic-Con et aux congrès organisés par ABC,, mais ont également été actifs dans l'élaboration d'un grand nombre de sites internet, y compris Lostpédia et des forums consacrés au programme,,,. En raison de la mythologie élaborée dans la série, ces sites de fans se sont concentrés sur des spéculations et des théories sur les mystères de l'île, ainsi que sur la production de fanfictions et de vidéos.
Anticipant sur l'intérêt des fans et essayant de garder son public captivé, ABC a étendu l'univers de la série à divers médias. Les fans de Lost ont ainsi pu explorer des sites internet, des romans, un forum officiel parrainé par l'équipe créatrice derrière Lost (The Fuselage), des mobisodes, des podcasts par les producteurs, un magazine officiel, et un jeu en réalité alternée The Lost Experience,. Un fanclub officiel a été lancé à l'été 2005 par Creation Entertainment.
En raison de la popularité de la série, des références à la série et des éléments de son histoire ont fait leur apparition dans des parodies et dans la culture populaire. Il s'agit notamment d'apparitions à la télévision, comme dans des séries télévisées, des dessins animés ou des publicités. D'autres médias ne sont pas en reste, tels les comics et webcomics, ou sous forme d'Easter eggs dans les jeux vidéo.
Après l'épisode Numbers diffusé le 2 mars 2005, de nombreuses personnes ont utilisé les chiffres du même nom (4, 8, 15, 16, 23 et 42) à la loterie. Selon le Pittsburgh Tribune-Review, en trois jours, les nombres ont été joués plus de cinq cents fois par les joueurs locaux. De même, dans la même période, plus de deux cents personnes dans le Michigan ont utilisé les nombres à la loterie Mega Millions et en octobre, des milliers les ont utilisés à la loterie multi-États Powerball,.
L'auteur George R. R. Martin a plusieurs fois expliqué avoir été profondément marqué par Lost, et en particulier par sa fin controversée. Par exemple, en langage Dothraki, « lost » signifie « mauvais ». En anglais, il a également contribué à populariser l'expression pulling a Lost, soit « faire une Lost » qui veut dire gâcher une œuvre en ratant son dénouement.[réf. nécessaire]
En 2016 Wrecked : Les Rescapés est une série comique qui parodie Lost.

## Lost, les pièces manquantes
Lost, les pièces manquantes (ou Missing Pieces) est une série de treize « mobisodes » (contraction de mobile episode), durant une à trois minutes chacun. Ils ont été diffusés uniquement sur les téléphones portables aux États-Unis, à une fréquence d'un épisode par semaine pendant treize semaines avant le début de la saison 4. On peut retrouver ces « mobisodes » sur le site officiel d'ABC ou bien dans les bonus du coffret DVD de la saison 4.

## Ouvrages
- Pacôme Thiellement, Les mêmes yeux que Lost, Léo Scheer, 2011 (ISBN 9782756102849, OCLC 717557960, BNF 42372875)
- Sarah Hatchuel, Lost - Fiction vitale, PUF, 2013 (ISBN 9782130607588, OCLC 829992036, BNF 43528206)
- Didi Chandouidoui, LOST - Chaque mystère expliqué, à compte d'auteur, 2020 (ISBN 9798644031122, OCLC 1258986880, BNF 46602402)
- Thomas Suinot, Tout savoir sur LOST - Décryptage et envers du décor de la série culte !, Pix'n Love, 2024 (ISBN 9782371882867, présentation en ligne)
- Flavien Stirnemann, Sur l'île de LOST - La foi en la narration, Third Éditions, 2024 (ISBN 9782377844692 et 9782377845040, OCLC 1460464248, présentation en ligne)